# Resultados do Carnaval do Rio de Janeiro em 2023
Nesta página estão listados os resultados dos concursos de escolas de samba e de blocos carnavalescos do carnaval do Rio de Janeiro do ano de 2023. Os desfiles foram realizados entre os dias 17 e 26 de fevereiro de 2023.
A Imperatriz Leopoldinense foi a campeã do Grupo Especial, conquistando seu nono título na elite do carnaval, quebrando o jejum de 22 anos sem conquistas. O enredo "O Aperreio do Cabra que o Excomungado Tratou com Má-Querença e o Santíssimo não Deu Guarida" foi assinado pelo carnavalesco Leandro Vieira, que conquistou seu terceiro título na elite da folia carioca. O enredo foi inspirado em cordéis de autores nordestinos que narram histórias fantásticas sobre a chegada do cangaceiro Lampião ao céu e ao inferno. Segundo a história fictícia contada pelo enredo, após morrer, Lampião tentou entrar no inferno, sendo expulso pelo Diabo. O cangaceiro também pediu abrigo no céu, mas não foi aceito pelos santos que lá habitam. Impedido de entrar no céu e no inferno, Virgulino encontrou seu lugar definitivo no imaginário popular do universo das coisas ligadas ao Nordeste do Brasil, inspirando a arte de Luiz Gonzaga, Mestre Vitalino e outros poetas nordestinos. A Unidos do Viradouro foi vice-campeã por apenas um décimo de diferença para a Imperatriz com um desfile sobre Rosa Maria Egipcíaca, considerada a primeira mulher negra a escrever um livro no Brasil. De volta ao Grupo Especial, após vencer a Série Ouro no carnaval anterior, o Império Serrano se classificou em último lugar sendo rebaixado de volta para a segunda divisão.
A Unidos do Porto da Pedra venceu a Série Ouro, garantindo seu retorno ao Grupo Especial, de onde foi rebaixada onze anos antes, em 2012. A escola realizou um desfile sobre a Amazônia, baseado no livro La Jangada, de Júlio Verne. A Unidos de Padre Miguel obteve seu quinto vice-campeonato em oito anos. Com desfiles problemáticos, Lins Imperial e União de Jacarepaguá foram rebaixadas para a terceira divisão.
A Prefeitura do Rio alterou o local dos desfiles que eram realizados na Estrada Intendente Magalhães, em Madureira, para a Avenida Ernani Cardoso, em Campinho. Também foram realizadas melhorias de infraestrutura na pista dos desfiles, como a ampliação das arquibancadas para acomodar mais pessoas, montagem de cabines duplas para os julgadores, praça de alimentação e camarotes. Aos desfiles foi dado o nome de "Nova Intendente", em referência ao antigo local onde era realizado. A mudança, porém, não foi bem aceita. Tiroteios numa comunidade próxima ao local afastaram desfilantes e expectadores e fizeram a Justiça proibir crianças de desfilarem; além de problemas no trânsito, que geraram queixas de moradores.
O desfile da Série Prata, organizado pela Superliga, teve como vencedoras a União de Maricá na primeira noite, e o Sereno de Campo Grande na segunda noite, com ambas sendo promovidas à segunda divisão. Por ter obtido a maior pontuação, o Sereno foi declarado campeão da Série Prata, enquanto a União de Maricá ficou com o vice-campeonato. A União do Parque Acari, melhor segunda colocada entre as 32 escola da Série Prata, também foi promovida à segunda divisão. Pelo terceiro ano consecutivo, a LIVRES organizou um desfile paralelo ao da Superliga, o Grupo B, que foi vencido pela Vizinha Faladeira. A Superliga também dividiu a Série Bronze em duas noites, seguindo o modelo da Série Prata. Tubarão de Mesquita venceu a primeira noite e a Fla Manguaça venceu a segunda noite. Tendo a maior pontuação, Fla Manguaça ficou com o título de campeã da Série Bronze, enquanto o Tubarão ficou com o vice-campeonato. As duas foram promovidas para a terceira divisão junto com Concentra Imperial, Unidos da Barra da Tijuca e Feitiço Carioca. Alegria do Vilar venceu o desfile do Grupo de Avaliação, sendo promovida à quarta divisão junto com Império de Brás de Pina, Turma da Paz de Madureira (TPM), Império de Nova Iguaçu e a Unidos de Cosmos. Entre os blocos de enredo, Unidos do Alto da Boa Vista venceu o Grupo 1 e Independente de Nova América foi o campeão do Grupo 2.
Pela primeira vez, desde 2012, duas emissoras transmitiram os desfiles do Sambódromo da Marquês de Sapucaí em rede nacional. A Rede Bandeirantes transmitiu os desfiles da Série Ouro, com a cobertura local a partir das 21 horas e a nacional á 1 hora, enquanto que a TV Globo transmitiu os desfiles do Grupo Especial. Tal feito se realizou após a decisão da Globo em abrir mão dos desfiles da Série Ouro, o qual transmitia localmente desde 2013 pela TV Globo Rio de Janeiro, em favor da cobertura dos desfiles das escolas de samba do Grupo Especial do Carnaval de São Paulo para todo o país. Já os desfiles organizados pela Superliga, tiveram transmissão da TV Alerj (responsável pela geração) e pela TV Brasil, esta última em rede nacional em cobertura inédita.

## Grupo Especial
O desfile do Grupo Especial foi organizado pela Liga Independente das Escolas de Samba do Rio de Janeiro (LIESA) e realizado no Sambódromo da Marquês de Sapucaí, a partir das noites de 19 e 20 de fevereiro de 2023.
Ordem dos desfiles
A ordem dos desfiles foi definida através de sorteio realizado no dia 11 de julho de 2022 na Cidade do Samba. Para equilibrar forças, a LIESA dividiu as escolas em pares, sendo que, dentro dos pares, cada escola desfilaria em uma noite diferente. Os pares formados foram: Beija-Flor e Mangueira; Portela e Grande Rio; Viradouro e Salgueiro; Unidos da Tijuca e Vila Isabel; Imperatriz e Mocidade.
Primeiro foi sorteada a noite de desfile de cada escola; depois foi sorteada a ordem de apresentação de cada noite. Após o sorteio foi permitido que as escolas negociassem a troca de posições dentro de cada noite. Sorteada para encerrar a primeira noite, a Unidos da Tijuca trocou de posição com a Mangueira, que havia sido sorteada para ser a quarta a desfilar. Duas escolas tinham posições definidas e não participaram do sorteio: Campeão da Série Ouro (segunda divisão) de 2022, o Império Serrano ficou responsável por abrir a primeira noite; enquanto a penúltima colocada do Grupo Especial de 2022, Paraíso do Tuiuti, ficou responsável por abrir a segunda noite.
| Domingo (19/02/2023) | Segunda-feira (20/02/2023) |

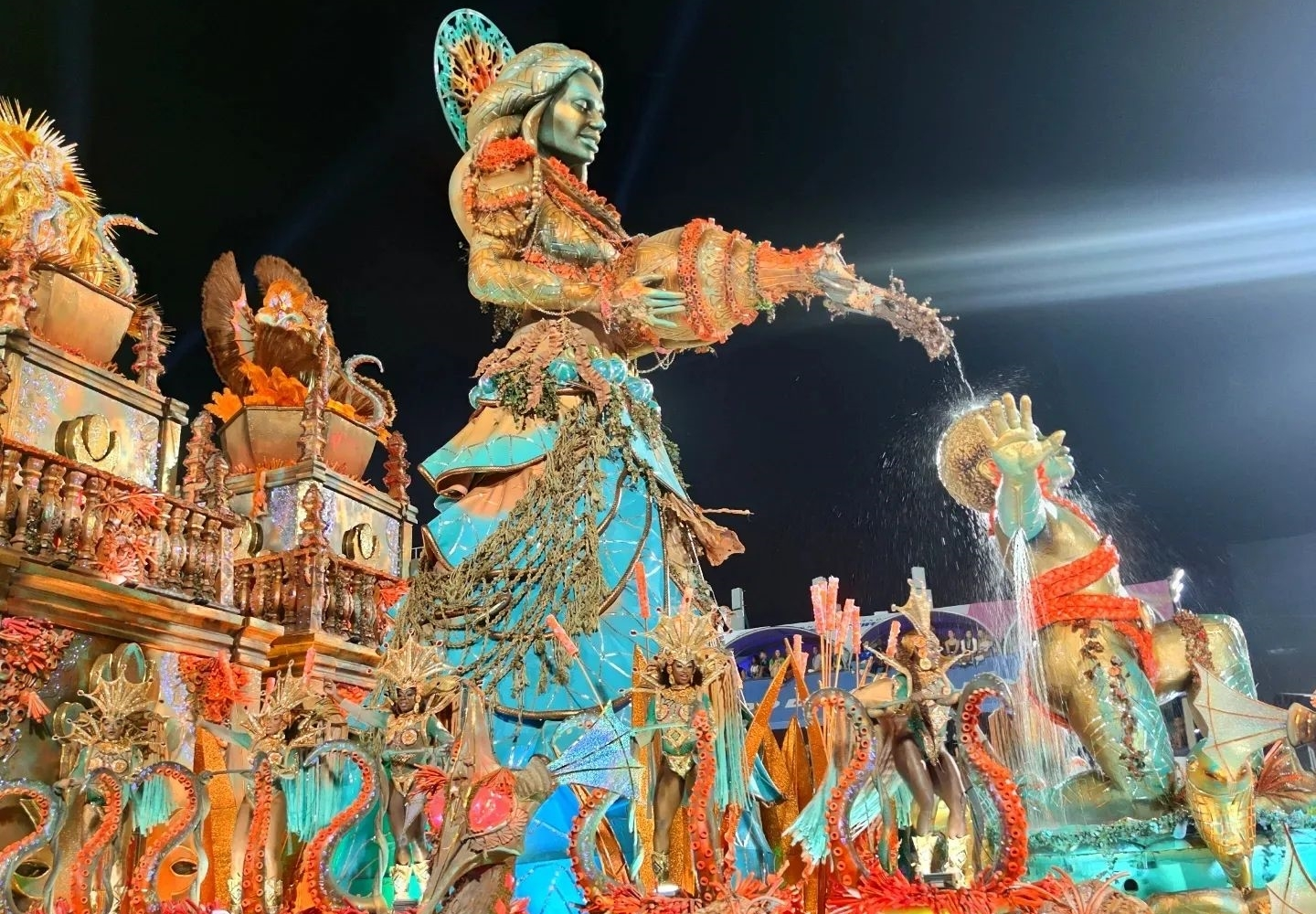
Desfile da Viradouro em 2023. Escola foi vice-campeã do carnaval.

| 1. Império Serrano 2. Acadêmicos do Grande Rio 3. Mocidade Independente de Padre Miguel 4. Unidos da Tijuca 5. Acadêmicos do Salgueiro 6. Estação Primeira de Mangueira | 1. Paraíso do Tuiuti 2. Portela 3. Unidos de Vila Isabel 4. Imperatriz Leopoldinense 5. Beija-Flor de Nilópolis 6. Unidos do Viradouro |

Quesitos e julgadores
Foram mantidos os nove quesitos de avaliação dos anos anteriores. A quantidade de julgadores diminuiu de 45 para 36. Cada quesito foi avaliado por quatro julgadores. O módulo de atuação de cada julgador foi definido através de sorteio realizado no dia 7 de fevereiro de 2023. Todos os julgadores participaram de um curso de preparação administrado pela LIESA.
| Quesitos | Quesitos                     | Módulo 1 - Entre os setores 3 e 3 A/B | Módulo 1 - Entre os setores 3 e 3 A/B | Módulo 2 - Setor 6      | Módulo 3 - Setor 10      |
| Quesitos | Quesitos                     | Julgador 1                            | Julgador 2                            | Julgador 3              | Julgador 4               |
| -------- | ---------------------------- | ------------------------------------- | ------------------------------------- | ----------------------- | ------------------------ |
|          | Harmonia                     | Jardel Maia Rodrigues                 | Rodrigo Lima                          | Bruno Marques           | Mirian Orofino Gomes     |
|          | Enredo                       | Artur Nunes Gomes                     | Carolina Vieira Thomaz                | Johnny Soares           | Marcelo Figueira         |
|          | Bateria                      | Rafael Barros Castro                  | Ary Jaime Cohen                       | Philipe Galdino         | Mila Schiavo             |
|          | Alegorias e Adereços         | Madson Oliveira                       | Soter Bentes                          | Fernando Lima           | Walber Ângelo de Freitas |
|          | Fantasias                    | Regina Oliva                          | Wagner Louza                          | Sérgio Henrique         | Paulo Paradela           |
|          | Samba-enredo                 | Alfredo Del-Penho                     | Alessandro Ventura                    | Alice Serrano           | Felipe Trotta            |
|          | Comissão de Frente           | Paola Novaes                          | Raphael David                         | Rafaela Riveiro Ribeiro | Raffael Araújo           |
|          | Mestre-Sala e Porta-Bandeira | Paulo Rodrigues                       | Fernando Bersot                       | João Wlamir             | Mônica Barbosa           |
|          | Evolução                     | Verônica Torres                       | Gerson Oliver                         | Lucila de Beaurepaire   | Mateus Dutra             |

### Classificação

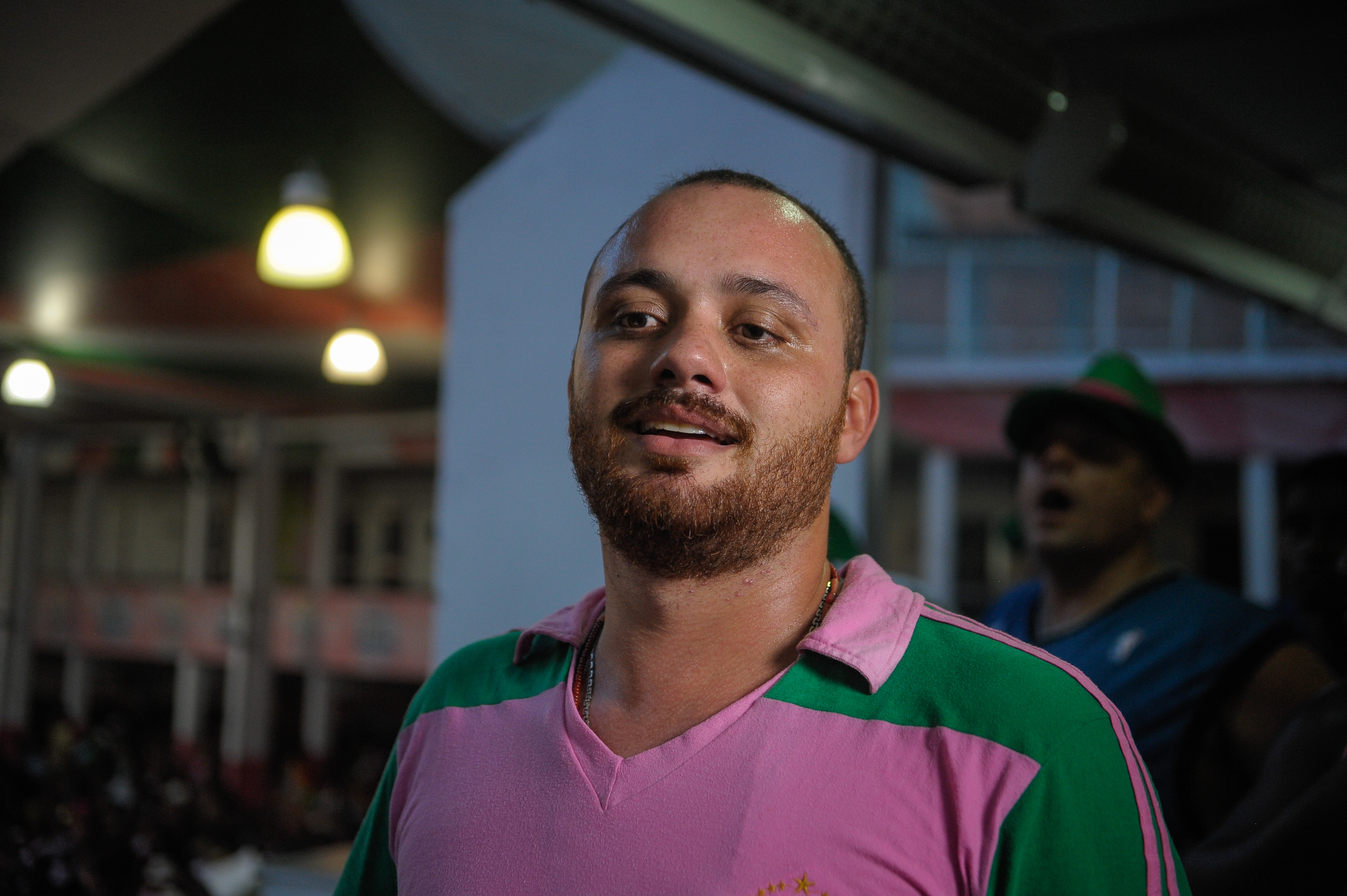
Leandro Vieira, carnavalesco da Imperatriz, conquistou seu terceiro título na elite do carnaval.

A Imperatriz Leopoldinense conquistou seu nono título na elite do carnaval, quebrando o jejum de 22 anos sem vitórias. O título anterior da escola foi conquistado no carnaval de 2001. O enredo "O Aperreio do Cabra que o Excomungado Tratou com Má-Querença e o Santíssimo não Deu Guarida" foi assinado pelo carnavalesco Leandro Vieira, que conquistou seu terceiro título na elite da folia carioca. O enredo foi inspirado em cordéis de autores nordestinos que narram histórias fantásticas sobre a chegada do cangaceiro Lampião ao céu e ao inferno, mesclando fatos históricos e uma pesquisa iconográfica baseada na estética regional com o conteúdo delirante dos libretos populares. Segundo a história fictícia contada pelo enredo, após morrer, Lampião tentou entrar no inferno, sendo expulso pelo Diabo. O cangaceiro também pediu abrigo no céu, mas não foi aceito pelos santos que lá habitam. Impedido de entrar no céu e no inferno, Virgulino encontrou seu lugar definitivo no imaginário popular do universo das coisas ligadas ao Nordeste do Brasil, inspirando a arte de Luiz Gonzaga, Mestre Vitalino e outros poetas nordestinos. O enredo foi baseado nos cordéis "A Chegada de Lampião no Inferno" e "O Grande Debate que Teve Lampião com São Pedro" do cordelista pernambucano José Pachêco; "A Chegada de Lampião no Céu" do poeta piauiense Guaipuan Vieira; "A Chegada de Lampião no Céu" do cordelista baiano Rodolfo Coelho Cavalcante; e "Lampião e Padre Cícero num Debate Inteligente" do cordelista cearense Moreira de Acopiara. A escola recebeu oito notas abaixo da máxima, sendo que seis delas foram descartadas seguindo o regulamento do concurso. Com isso, a escola perdeu apenas dois décimos na avaliação oficial (um no quesito Comissão de Frente e outro em Evolução).
A Viradouro foi vice-campeã com apenas um décimo de diferença para a Imperatriz. A escola de Niterói realizou um desfile sobre Rosa Maria Egipcíaca, escravizada que chegou criança ao Brasil, onde foi prostituta, beata, realizadora de exorcismos e alvo de adoração de fiés, sendo perseguida pela Igreja. Também é considerada a primeira mulher negra a escrever um livro no Brasil. Com um desfile sobre festas religiosas, a Unidos de Vila Isabel se classificou em terceiro lugar. Quarta colocada, a Beija-Flor celebrou os 200 anos da Independência do Brasil na Bahia, reivindicando o protagonismo aos "excluídos" pela história oficial. A Mangueira obteve o quinto lugar com um desfile sobre a música baiana sob a perspectiva de instituições afro-brasileiras pouco difundidas nas construções cronológicas do carnaval, como os cortejos pré e pós abolição da escravatura, os cucumbis e os clubes negros, além dos embates contra intolerância religiosa e racial dos afoxés, as denúncias de desigualdade social por arte dos blocos afros e a expansão da "afrobaianidade" pelos cantores de axé, destacando o protagonismo feminino na luta contra intolerância e o racismo e pelo fortalecimento da identidade afro-brasileira.

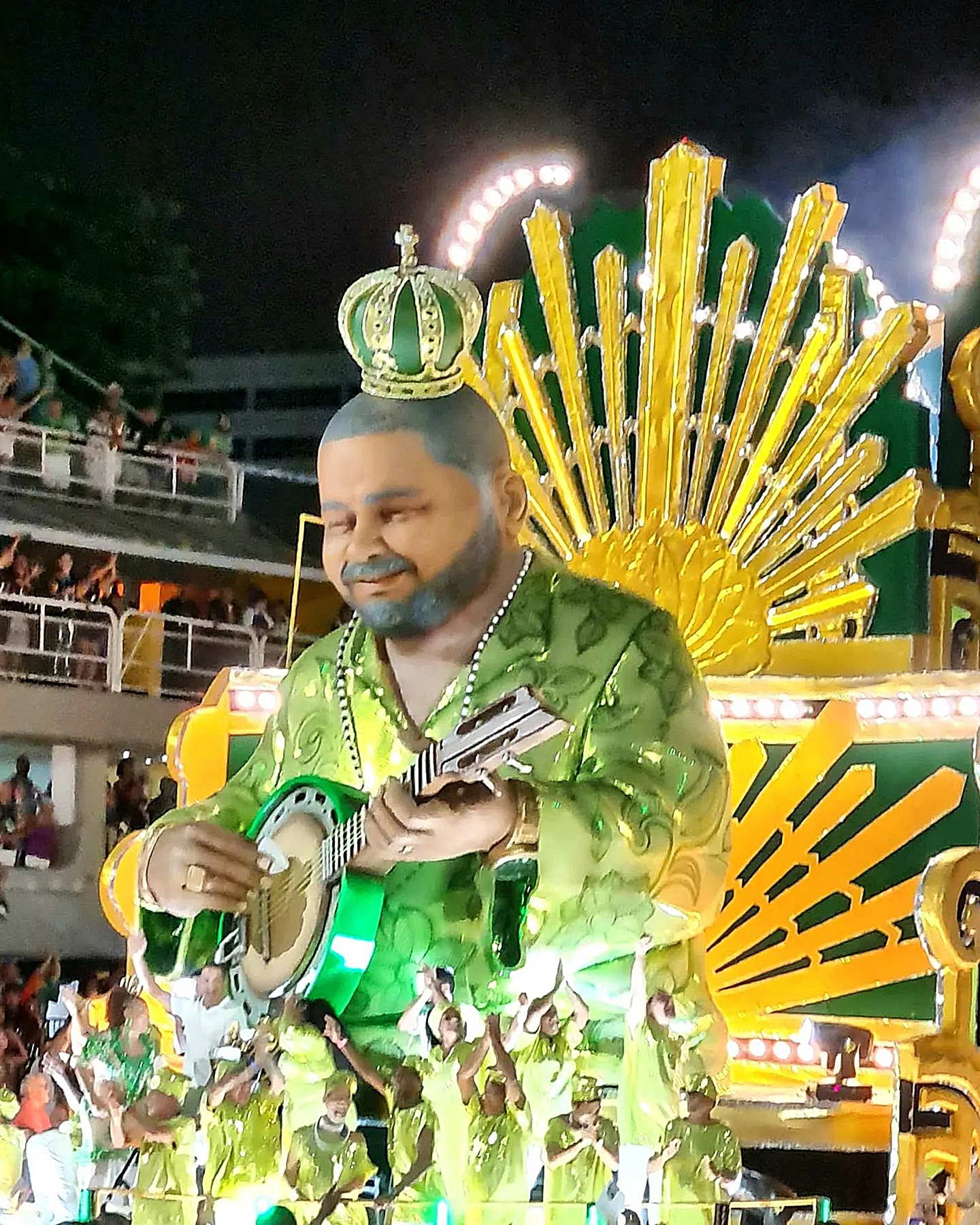
Desfile do Império em homenagem ao cantor e compositor Arlindo Cruz.

Campeã do ano anterior, a Grande Rio obteve a última vaga do Desfile das Campeãs homenageando Zeca Pagodinho. O cantor participou da homenagem, desfilando na última alegoria da escola. Sétimo colocado, o Salgueiro teve seu pior resultado em quinze anos. Desde 2007 a escola não ficava de fora do Desfile das Campeãs. O desfile salgueirense questionou pecados e preconceitos, idealizando um "paraíso vermelho" sem violência nem julgamentos. Paraíso do Tuiuti se classificou em oitavo lugar com um desfile sobre a chegada dos búfalos ao Brasil, na Ilha de Marajó, e sua transformação em manifestação cultural. Nona colocada, a Unidos da Tijuca realizou um desfile sobre a Baía de Todos-os-Santos, a maior baía do Brasil e a segunda maior do mundo, localizada no estado da Bahia.
Cercada de expectativas pelo desfile em homenagem ao seu centenário, completado em 2023, a Portela realizou uma apresentação problemática, obtendo apenas o décimo lugar, seu pior resultado desde 2005. Penúltima colocada, a Mocidade realizou um desfile sobre artesãos, discípulos de Mestre Vitalino, do Alto do Moura, no bairro de Caruaru, em Pernambuco. De volta ao Grupo Especial, após dois anos no acesso, o Império Serrano se classificou em último lugar, sendo rebaixado novamente para a segunda divisão. O Império realizou um desfile em homenagem ao cantor e compositor Arlindo Cruz, autor de sambas históricos da escola. Mesmo debilitado, por conta de um AVC sofrido em 2017, o cantor participou da homenagem, desfilando na última alegoria da escola.
| Legenda: Desfile das Campeãs Rebaixada para a segunda divisão |

| Col. | Escola                                | Enredo | Carnavalesco(a)                     | Pontos |
| ---- | ------------------------------------- | --- | ----------------------------------- | ------ |
| 1    | Imperatriz Leopoldinense              | O Aperreio do Cabra que o Excomungado Tratou com Má-Querença e o Santíssimo não Deu Guarida                                           | Leandro Vieira                      | 269,8  |
| 2    | Unidos do Viradouro                   | Rosa Maria Egipcíaca | Tarcísio Zanon                      | 269,7  |
| 3    | Unidos de Vila Isabel                 | Nessa Festa, Eu Levo Fé! | Paulo Barros                        | 269,3  |
| 4    | Beija-Flor de Nilópolis               | Brava Gente! O Grito dos Excluídos no Bicentenário da Independência                                                                   | Alexandre Louzada e André Rodrigues | 269,2  |
| 5    | Estação Primeira de Mangueira         | As Áfricas que a Bahia Canta | Annik Salmon e Guilherme Estevão    | 269,1  |
| 6    | Acadêmicos do Grande Rio              | Ô Zeca, o Pagode Onde É que É? Andei Descalço, Carroça e Trem, Procurando por Xerém, Pra Te Ver, Pra Te Abraçar, Pra Beber e Batucar! | Gabriel Haddad e Leonardo Bora      | 268,6  |
| 7    | Acadêmicos do Salgueiro               | Delírios de Um Paraíso Vermelho | Edson Pereira                       | 268,5  |
| 8    | Paraíso do Tuiuti                     | Mogangueiro da Cara Preta | Rosa Magalhães e João Vitor Araújo  | 268,3  |
| 9    | Unidos da Tijuca                      | É Onda Que Vai... É Onda que Vem... Serei a Baía de Todos os Santos a Se Mirar no Samba da Minha Terra                                | Jack Vasconcelos                    | 268,2  |
| 10   | Portela                               | O Azul que Vem do Infinito | Renato Lage e Márcia Lage           | 267,7  |
| 11   | Mocidade Independente de Padre Miguel | Terra de Meu Céu, Estrelas de Meu Chão                                                                                                | Marcus Ferreira                     | 266,6  |
| 12   | Império Serrano                       | Lugares de Arlindo | Alex de Souza                       | 265,6  |

### Premiações

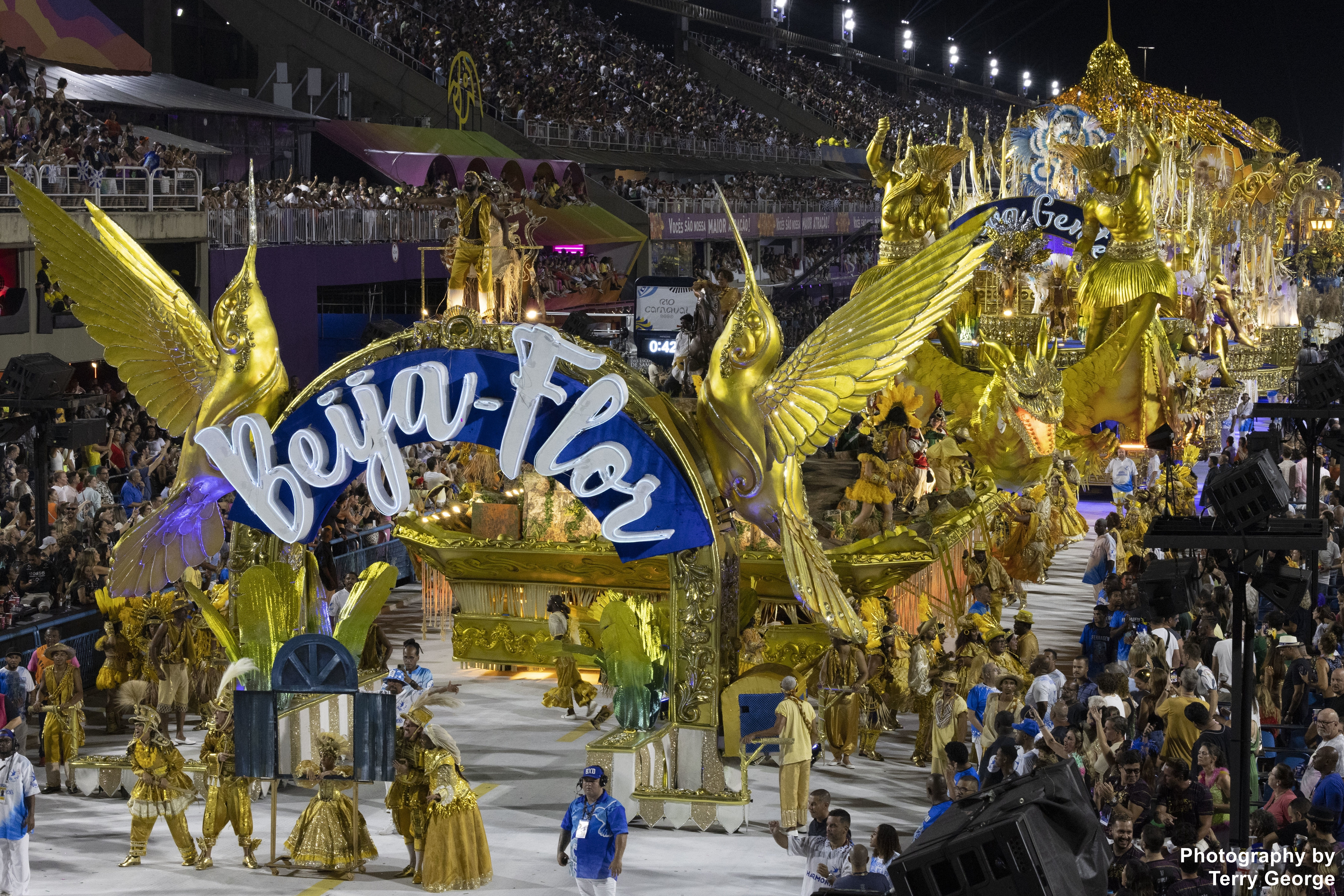
Desfile da Beija-Flor, vencedora do Estandarte de Ouro de melhor escola.

- As quatro primeiras colocadas do carnaval dividiram as principais premiações extraoficiais do ano. A vice-campeã Viradouro recebeu quatro prêmios de melhor escola/desfile enquanto a campeã Imperatriz recebeu três premiações. Vila Isabel e Beija-Flor receberam dois prêmios de melhor escola/desfile.
- A Mangueira recebeu quase todos os prêmios de melhor samba-enredo, com exceção do Estandarte de Ouro, que premiou o samba do Paraíso do Tuiuti.
- A Imperatriz recebeu a maioria dos prêmios de melhor enredo e de melhor bateria.
- Tinga, da Vila Isabel, foi o interprete mais premiado do ano.
- O casal de mestre-sala e porta-bandeira mais premiado foi Sidclei e Marcella do Salgueiro.
- Vila Isabel e Viradouro dividiram os prêmios de melhor conjunto alegórico do ano.
- Tarcísio Zanon, da Viradouro, recebeu a maioria dos prêmios de melhor carnavalesco.
- A comissão de frente da Viradouro, coreografada por Priscilla Mota e Rodrigo Negri, recebeu a maioria das premiações.
- A ala de passistas da Paraíso do Tuiuti recebeu quatro prêmios; enquanto a ala de baianas da Vila Isabel recebeu três premiações.

| Prêmios 2023            | Escola / Desfile | Samba-enredo      | Melhor Enredo | Melhor Bateria    | Mestre-sala e Porta-bandeira                | Comissão de Frente | Melhor Intérprete               | Ala de Passistas  | Melhor Ala de Baianas | Melhor Carnavalesco        | Melhor Harmonia | Melhores Alegorias | Melhores Fantasias |
| ----------------------- | ---------------- | ----------------- | ------------- | ----------------- | ------------------------------------------- | ------------------ | ------------------------------- | ----------------- | --------------------- | -------------------------- | --------------- | ------------------ | ------------------ |
| Estandarte de Ouro      | Beija-Flor       | Paraíso do Tuiuti | Imperatriz    | Paraíso do Tuiuti | Claudinho (Beija-Flor) / Cintya (Mangueira) | Paraíso do Tuiuti  | Wander Pires (Tuiuti)           | Vila Isabel       | Grande Rio            | -                          | -               | -                  | -                  |
| Estrela do Carnaval     | Viradouro        | Mangueira         | Imperatriz    | Imperatriz        | Marcinho e Cris (Vila Isabel)               | Unidos da Tijuca   | Tinga (Vila Isabel)             | Paraíso do Tuiuti | Viradouro             | Tarcísio Zanon (Viradouro) | Beija-Flor      | Vila Isabel        | Imperatriz         |
| Explosão in Samba       | Vila Isabel      | Mangueira         | -             | Paraíso do Tuiuti | Sidclei e Marcella (Salgueiro)              | Viradouro          | Zé Paulo (Viradouro)            | Paraíso do Tuiuti | Mangueira             | -                          | -               | Viradouro          | -                  |
| Fala Galera Carna Insta | Viradouro        | Mangueira         | Viradouro     | Paraíso do Tuiuti | Daniel e Taciana (Grande Rio)               | Viradouro          | Tinga (Vila Isabel)             | Salgueiro         | Salgueiro             | Tarcísio Zanon (Viradouro) | Vila Isabel     | -                  | -                  |
| Feras da Sapucaí        | Beija-Flor       | Mangueira         | Viradouro     | Imperatriz        | Marcinho e Cris (Vila Isabel)               | Viradouro          | Neguinho e Ludmilla (Beija)     | Paraíso do Tuiuti | Império Serrano       | -                          | Grande Rio      | -                  | -                  |
| Gato de Prata           | Imperatriz       | Mangueira         | -             | Imperatriz        | Claudinho e Selminha (Beija-Flor)           | Unidos da Tijuca   | Tinga (Vila Isabel)             | Grande Rio        | Portela               | Tarcísio Zanon (Viradouro) | Vila Isabel     | -                  | -                  |
| Prêmio 100% Carnaval    | Viradouro        | Mangueira         | Imperatriz    | Vila Isabel       | Julinho (Viradouro) e Marcella (Salgueiro)  | Viradouro          | Tinga (Vila Isabel)             | Vila Isabel       | Vila Isabel           | Tarcísio Zanon (Viradouro) | -               | Viradouro          | Grande Rio         |
| Prêmio SRzd             | Vila Isabel      | Mangueira         | Imperatriz    | Mangueira         | Sidclei e Marcella (Salgueiro)              | Viradouro          | Zé Paulo (Viradouro)            | Grande Rio        | Vila Isabel           | Tarcísio Zanon (Viradouro) | -               | -                  | -                  |
| S@mba-Net               | Imperatriz       | Mangueira         | Imperatriz    | Imperatriz        | Sidclei e Marcella (Salgueiro)              | Viradouro          | Wander Pires (Tuiuti)           | Imperatriz        | Grande Rio            | -                          | -               | -                  | -                  |
| Troféu Sambario         | Viradouro        | Mangueira         | Imperatriz    | Vila Isabel       | Sidclei e Marcella (Salgueiro)              | Viradouro          | Tinga (Vila Isabel)             | Vila Isabel       | Portela               | Paulo Barros (Vila Isabel) | -               | Vila Isabel        | Viradouro          |
| Troféu Tupi             | Imperatriz       | Mangueira         | Imperatriz    | Paraíso do Tuiuti | Phelipe e Rafaela (Imperatriz)              | Unidos da Tijuca   | Pitty de M. (Imperatriz)        | Portela           | Vila Isabel           | -                          | Mangueira       | -                  | -                  |
| Plumas & Paetês         | -                | Mangueira         | -             | Mangueira         | Julinho e Rute (Viradouro)                  | Viradouro          | Marquinho e Dowglas (Mangueira) | Paraíso do Tuiuti | -                     | Tarcísio Zanon (Viradouro) | Viradouro       | -                  | -                  |
| Troféu Bateria          | -                | -                 | -             | Imperatriz        | -                                           | -                  | -                               | -                 | -                     | -                          | -               | -                  | -                  |

### Desfile das Campeãs
O Desfile das Campeãs foi realizado no Sambódromo da Marquês de Sapucaí, tendo início às 21 horas e 55 minutos do sábado, dia 25 de fevereiro de 2023. As seis primeiras colocadas do Grupo Especial desfilaram seguindo a ordem inversa de classificação.
| Ordem dos desfiles |
| 1. Acadêmicos do Grande Rio 2. Estação Primeira de Mangueira 3. Beija-Flor de Nilópolis 4. Unidos de Vila Isabel 5. Unidos do Viradouro 6. Imperatriz Leopoldinense |

## Série Ouro
O desfile da Série Ouro (segunda divisão) foi organizado pela LIGA RJ, que substituiu a Liga das Escolas de Samba do Rio de Janeiro em maio de 2021, e realizado no Sambódromo da Marquês de Sapucaí a partir das noites de 17 e 18 de fevereiro de 2023. O desfile de sexta-feira teve início às 21 horas e 30 minutos. O desfile de sábado também teve início às 21 horas e 30 minutos.
Ordem dos desfiles
A ordem dos desfiles foi definida através de um sorteio realizado no dia 5 de julho de 2022 na sede da LIGA RJ. Duas escolas tinham posições definidas e não participaram do sorteio: Vice-campeão da Série Prata (terceira divisão) de 2022, o Arranco ficou responsável por abrir a primeira noite; enquanto a campeã, União de Jacarepaguá ficou responsável por iniciar a segunda noite. Vice-campeã da Série A em 2022, a Unidos do Porto da Pedra pode escolher a posição de desfile.
| Sexta-feira (17/02/2023) | Sábado (18/02/2023) |
| 1. Arranco 2. Lins Imperial 3. Acadêmicos de Vigário Geral 4. Estácio de Sá 5. Unidos de Padre Miguel 6. Acadêmicos de Niterói 7. São Clemente | 1. União de Jacarepaguá 2. Unidos da Ponte 3. Unidos de Bangu 4. Em Cima da Hora 5. Unidos do Porto da Pedra 6. União da Ilha do Governador 7. Império da Tijuca 8. Inocentes de Belford Roxo |

Quesitos e julgadores

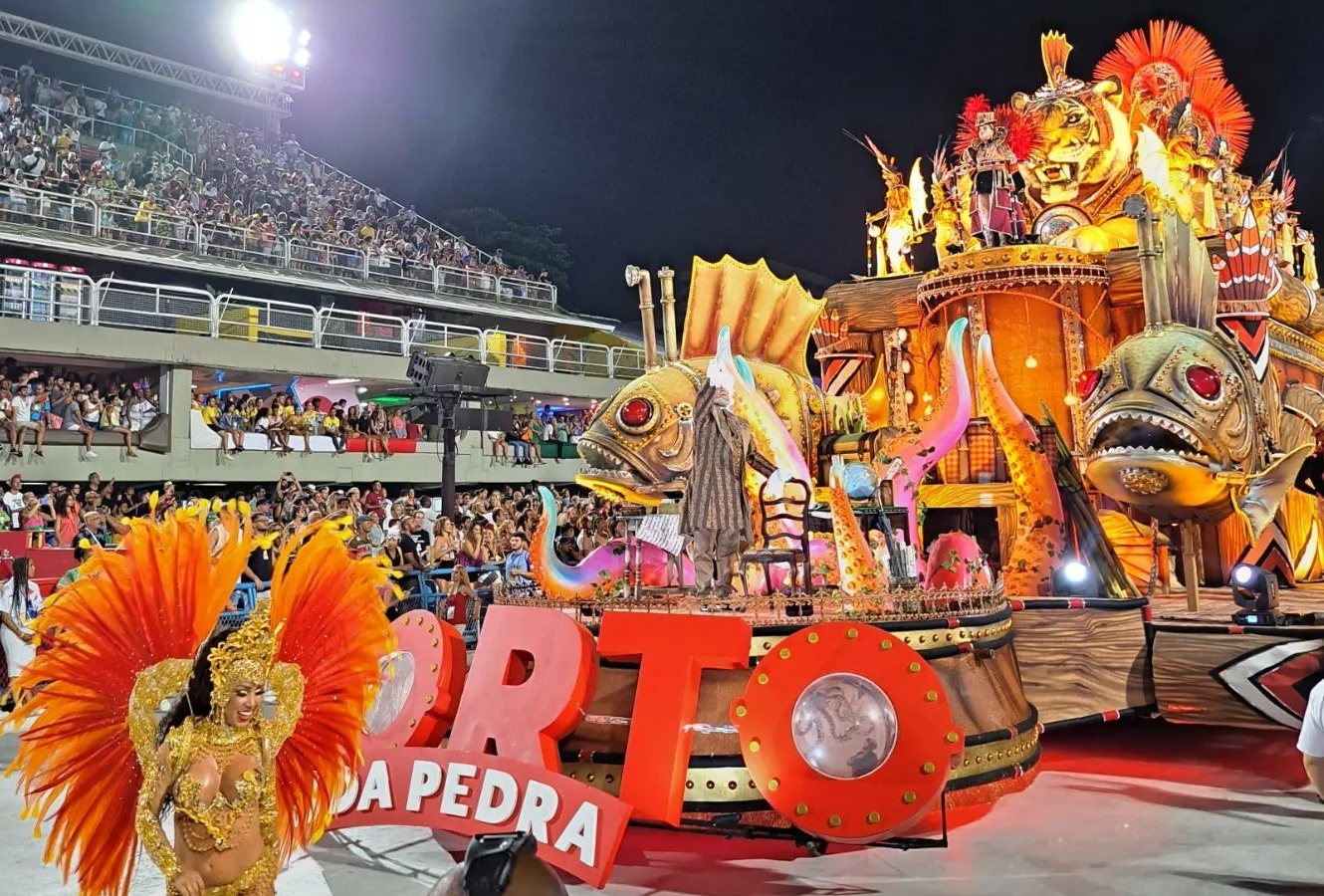
Desfile do Porto da Pedra no carnaval de 2023. Escola foi a campeã da Série Ouro.

Foram mantidos os nove quesitos de avaliação dos anos anteriores e a mesma quantidade de julgadores (quatro por quesito).
| Quesitos | Quesitos                     | Julgador 1            | Julgador 2          | Julgador 3               | Julgador 4          |
| -------- | ---------------------------- | --------------------- | ------------------- | ------------------------ | ------------------- |
|          | Alegorias e Adereços         | Ana Maria Bottoni     | Renato Costa        | Sérvolo Alves            | Carla Maria         |
|          | Harmonia                     | Laio Lopes            | Cristina Reis       | Alexandre Magalhães      | Jorge Carvalho      |
|          | Comissão de Frente           | Flávio Freire Xavier  | Fernando Gomes      | Bruna Oliveira           | Simone Marques      |
|          | Evolução                     | Fábio Cabelo          | Matheus Vicente     | Roberto Araújo Magalhães | Jaqueline Rodrigues |
|          | Fantasia                     | Luciano Moreira       | Anderson Nascimento | Adrian Nunes             | Antônio Pereira     |
|          | Enredo                       | Clécia dos Reis       | Camila Correa       | Talita Veloso            | Leandro Lima        |
|          | Samba-enredo                 | Renato Vazquez        | Bárbara Passos      | Fernanda Gonçalves       | Vinícius César      |
|          | Mestre-Sala e Porta-Bandeira | Marlene Costa Caetano | Simone de Lima      | Elizeu de Miranda Corrêa | Plínio Flores       |
|          | Bateria                      | Jorge Gomes           | Rodrigo Braz        | Paulo Cesar Correa       | Ricardo da Silva    |

### Classificação
Unidos do Porto da Pedra venceu a Série Ouro, garantindo seu retorno ao Grupo Especial, onze anos após seu rebaixamento, no carnaval de 2012. O enredo "A Invenção da Amazônia" foi baseado no livro La jangada, de Júlio Verne. O desfile foi assinado pelo carnavalesco Mauro Quintaes, que venceu a segunda divisão do carnaval carioca pela terceira vez. A Porto da Pedra também venceu pela terceira vez, sendo que o primeiro título também foi conquistado com Quintaes, em 1995.

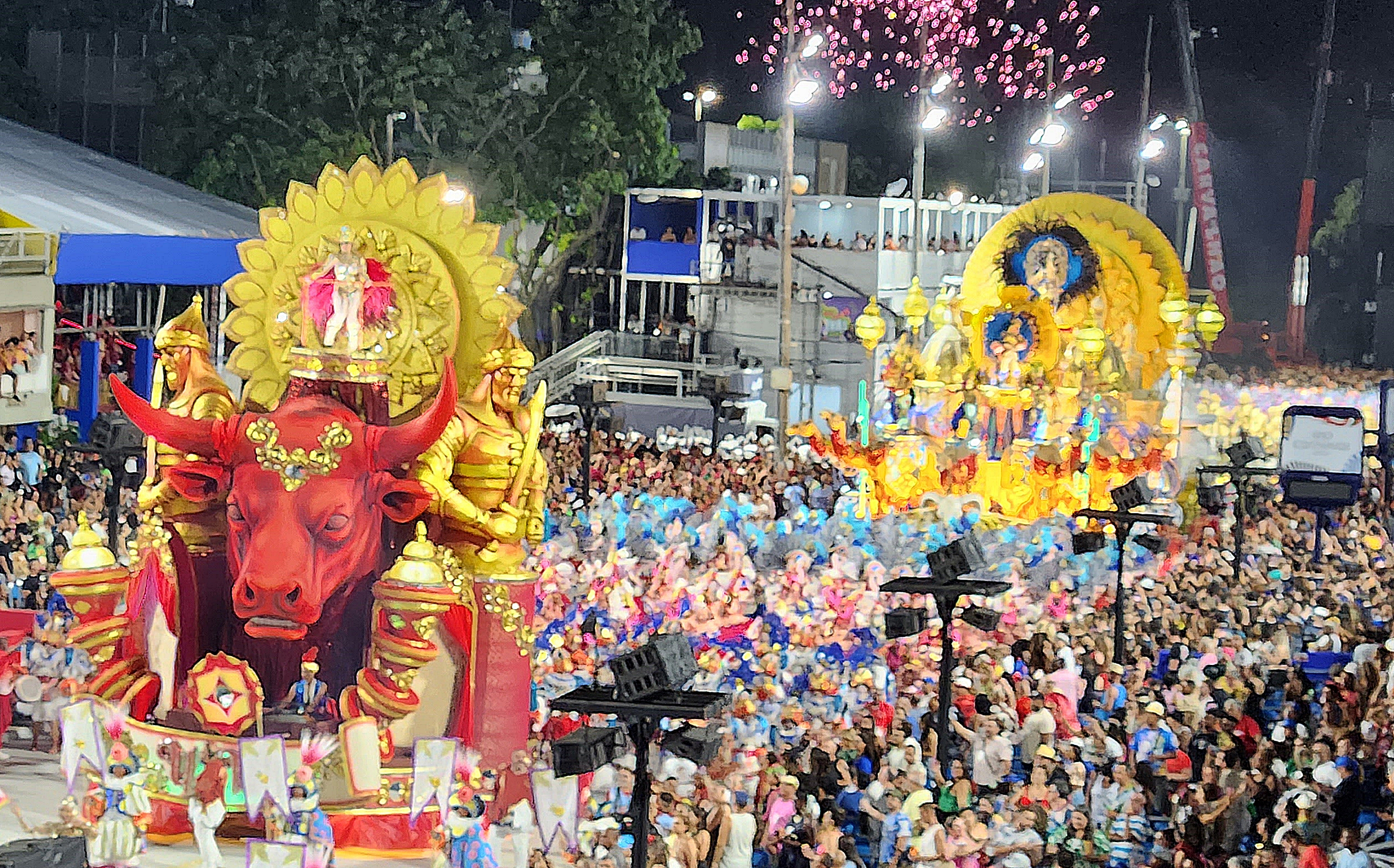
Desfile da Unidos de Padre Miguel. Escola foi a vice-campeã da Série Ouro pela quinta vez em oito anos.

A Unidos de Padre Miguel foi vice-campeã com dois décimos de diferença para o Porto da Pedra. Foi o quinto vice-campeonato da escola em oito anos. O enredo da UPM abordou a influência árabe na cultura nordestina do Brasil. A Inocentes de Belford Roxo terminou em terceiro lugar com um desfile sobre as paneleiras do bairro de Goiabeiras, no Espírito Santo. Quarto colocado, o Império da Tijuca homenageou o pintor Carybé, morto em 1997. Fazendo sua estreia no carnaval carioca, numa controversa troca de lugar com a Acadêmicos do Sossego, a Acadêmicos de Niterói obteve o quinto lugar com um desfile em celebração aos 450 anos de Niterói, completados em 2023, abordando a volta das festas carnavalescas após o fim da Segunda Guerra Mundial, que simbolizou um momento de revolução para a folia niteroiense. Sexta colocada, a União da Ilha homenageou seus setenta anos e os cem anos de sua madrinha, Portela, ambos completados em 2023. Rebaixada do Grupo Especial no ano anterior, a São Clemente obteve o sétimo lugar com um desfile em que imaginava como seria se a Europa fosse descoberta por indígenas brasileiros. Oitava colocada, a Estácio de Sá realizou um desfile sobre os festejos de São João no Maranhão, imaginando um encontro entre São João e o Rei Luís IX de França, que deu nome a cidade maranhense. Com um desfile sobre Aganjú, uma das qualidades de Xangô, a Unidos de Bangu se classificou em nono lugar. Décima colocada, Acadêmicos de Vigário Geral realizou um desfile sobre a infância. Homenageando Mãe Meninazinha de Oxum a Unidos da Ponte obteve o décimo primeiro lugar. De volta a segunda divisão, de onde estava afastado desde 2007, o Arranco se classificou em décimo segundo lugar com um desfile sobre o sambista, jornalista, escritor, pai-de-santo e um dos fundadores da Mangueira, Zé Espinguela, morto em 1945. Décima terceira colocada, a Em Cima da Hora realizou um desfile sobre Esperança Garcia, mulher negra escravizada brasileira, considerada a primeira mulher advogada do Brasil.
Penúltima colocada, a Lins Imperial foi rebaixada para a terceira divisão, de onde havia saído em 2020. Com um desfile sobre Madame Satã (uma releitura contemporânea do tema apresentado pela escola em 1990), a Lins sofreu com a quebra de uma de suas alegorias, que não conseguiu entrar no desfile. Recém promovida à Série Ouro, após vencer a Série Prata de 2022, a União de Jacarepaguá foi rebaixada de volta para a terceira divisão. Homenageando Mariana Crioula e Manuel Congo, a escola sofreu com problemas de evolução ultrapassando o tempo máximo de desfile em um minuto, se classificando na última posição da Série Ouro de 2023.

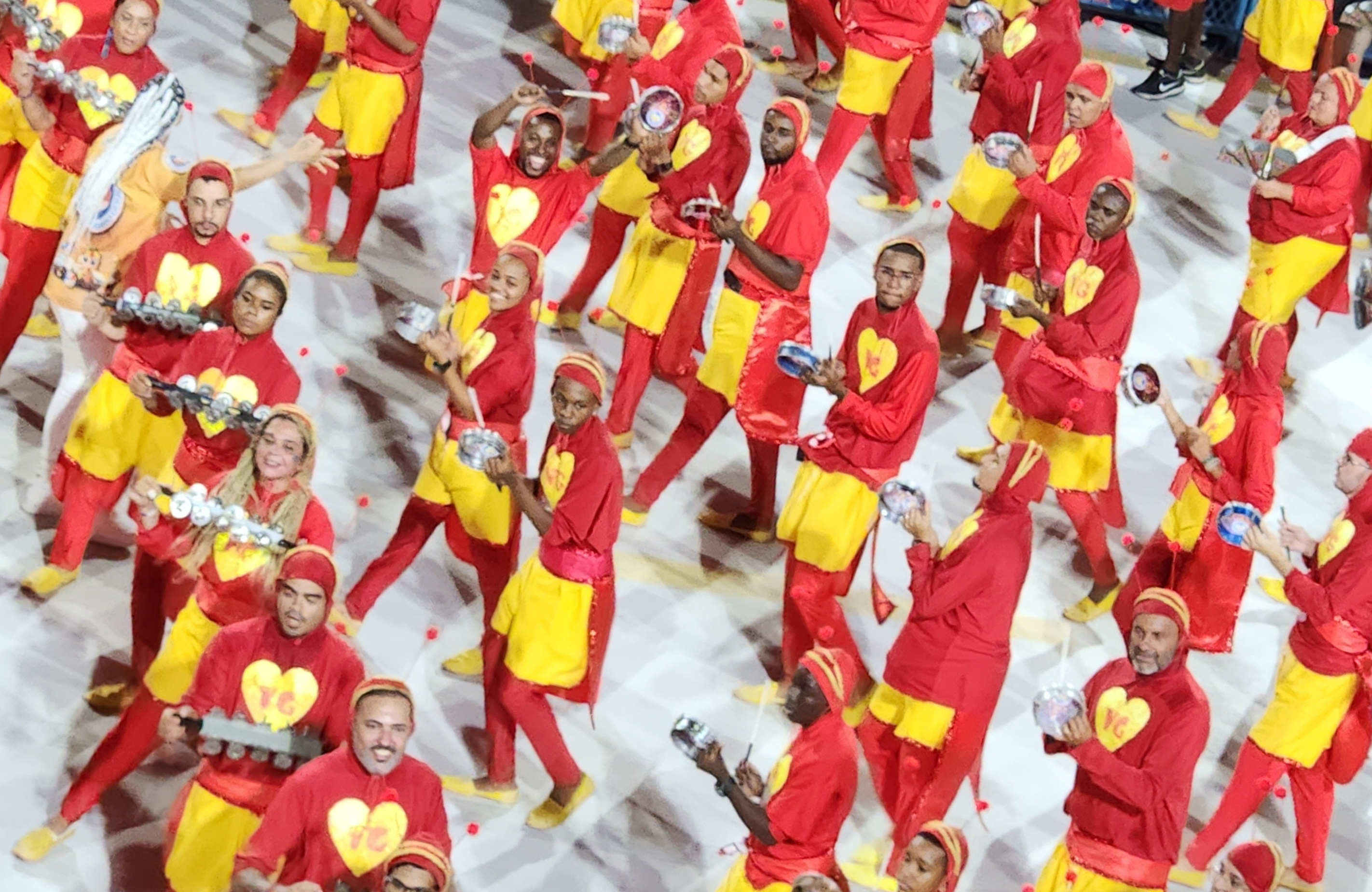
Bateria da Vigário Geral foi a mais premiada da Série Ouro em 2023.

| Legenda: Promovida ao Grupo Especial Rebaixadas para a terceira divisão |

| Col. | Escola                      | Enredo                                                               | Carnavalesco(a)                             | Pontos | Desempate                        |
| ---- | --------------------------- | -------------------------------------------------------------------- | ------------------------------------------- | ------ | -------------------------------- |
| 1    | Unidos do Porto da Pedra    | A Invenção da Amazônia                                               | Mauro Quintaes                              | 269,7  | -                                |
| 2    | Unidos de Padre Miguel      | Baião de Mouros                                                      | Edson Pereira e Wagner Gonçalves            | 269,5  | -                                |
| 3    | Inocentes de Belford Roxo   | Mulheres de Barro                                                    | Lucas Milato                                | 269,4  | -                                |
| 4    | Império da Tijuca           | Cores do Axé                                                         | Júnior Pernambucano e Ricardo Hessez        | 269,3  | -                                |
| 5    | Acadêmicos de Niterói       | O Carnaval da Vitória                                                | André Rodrigues                             | 269,2  | Mestre-S. e Porta-B. (30 pts.)   |
| 6    | União da Ilha do Governador | O Encontro das Águias no Templo de Momo                              | Cahê Rodrigues                              | 269,2  | Mestre-S. e Porta-B. (29,8 pts.) |
| 7    | São Clemente                | O Achamento do Velho Mundo                                           | Jorge Silveira                              | 269,1  | -                                |
| 8    | Estácio de Sá               | São João, São Luís, Maranhão! Acende a Fogueira do Meu Coração!      | Mauro Leite                                 | 268,9  | -                                |
| 9    | Unidos de Bangu             | Aganjú - A Visão do Fogo, A Voz do Trovão no Reino de Oyó            | Robson Goulart                              | 268,8  | -                                |
| 10   | Acadêmicos de Vigário Geral | A Fantástica Fábrica da Alegria                                      | Marcus do Val, Alexandre Costa e Lino Sales | 268,7  | -                                |
| 11   | Unidos da Ponte             | Liberte Nosso Sagrado: O Legado Ancestral de Mãe Meninazinha de Oxum | Guilherme Diniz e Rodrigo Marques           | 268,6  | -                                |
| 12   | Arranco                     | Zé Espinguela - Chão do Meu Terreiro                                 | Antonio Gonzaga                             | 268,3  | -                                |
| 13   | Em Cima da Hora             | Esperança, Presente!                                                 | Marco Antônio Falleiros                     | 268,2  | -                                |
| 14   | Lins Imperial               | Madame Satã: Resistir Para Existir                                   | Eduardo Gonçalves e Raí Menezes             | 267,6  | -                                |
| 15   | União de Jacarepaguá        | Manoel Congo, Mariana Crioula - Heróis da Liberdade no Vale do Café  | Lucas Lopes e Rodrigo Meiners               | 266,9  | -                                |

### Premiações
- Campeã da Série Ouro, a Porto da Pedra recebeu quase todos os prêmios de melhor escola ou desfile do ano.
- A Porto da Pedra também foi a mais premiada nas categorias intérprete (Nêgo), comissão de frente (de Paulo Pinna), e ala de baianas.
- O samba-enredo mais premiado da Série Ouro foi o da Lins Imperial, sobre Madame Satã.
- A bateria da Vigário Geral, comandada por Mestre Luygui, recebeu quatro prêmios.
- O casal de mestre-sala e porta-bandeira mais premiado da Série Ouro foi Thiaguinho Mendonça e Amanda Poblete da União da Ilha.
- Império da Tijuca e União da Ilha dividiram os prêmios de melhor harmonia.

| Prêmios 2023            | Escola / Desfile    | Samba-enredo   | Melhor Enredo       | Melhor Bateria      | Mestre-sala e Porta-bandeira   | Comissão de Frente  | Melhor Intérprete            | Ala de Passistas    | Melhor Ala de Baianas | Melhor Carnavalesco                | Melhor Harmonia   | Melhores Alegorias                        | Melhores Fantasias                        |
| ----------------------- | ------------------- | -------------- | ------------------- | ------------------- | ------------------------------ | ------------------- | ---------------------------- | ------------------- | --------------------- | ---------------------------------- | ----------------- | ----------------------------------------- | ----------------------------------------- |
| Estandarte de Ouro      | Porto da Pedra      | Lins Imperial  | -                   | -                   | -                              | -                   | -                            | -                   | -                     | -                                  | -                 | -                                         | -                                         |
| Estrela do Carnaval     | Porto da Pedra      | Porto da Pedra | São Clemente        | Bangu               | Vinicius e Jéssica (UPM)       | São Clemente        | Igor Vianna (Ilha)           | São Clemente        | Porto da Pedra        | -                                  | União da Ilha     | União da Ilha                             | União da Ilha                             |
| Explosão in Samba       | Porto da Pedra      | Lins Imperial  | -                   | Império da Tijuca   | Thiaguinho e Amanda (Ilha)     | Unidos de P. Miguel | Igor Pitta (Em Cima da Hora) | União da Ilha       | União de Jacarepaguá  | -                                  | Império da Tijuca | Porto da Pedra                            | -                                         |
| Fala Galera Carna Insta | Porto da Pedra      | Porto da Pedra | Arranco             | Vigário Geral       | Vinicius e Jéssica (UPM)       | Porto da Pedra      | Daniel (Imp. da Tijuca)      | Unidos de P. Miguel | União da Ilha         | Mauro Quintaes (Porto)             | Porto da Pedra    | -                                         | -                                         |
| Feras da Sapucaí        | São Clemente        | Lins Imperial  | Inocentes           | Estácio             | Thiaguinho e Amanda (Ilha)     | Inocentes           | Bruno Ribas (UPM)            | Porto da Pedra      | Arranco               | -                                  | Império da Tijuca | -                                         | -                                         |
| Gato de Prata           | Unidos de P. Miguel | Lins Imperial  | -                   | Unidos de P. Miguel | Diego e Thainá (Vigário Geral) | Em Cima da Hora     | Pixulé (Bangu)               | Império da Tijuca   | Arranco               | Alexandre, Lino e Marcus (Vigário) | União da Ilha     | -                                         | -                                         |
| Prêmio 100% Carnaval    | Porto da Pedra      | Lins Imperial  | Porto da Pedra      | Unidos da Ponte     | Thiaguinho e Amanda (Ilha)     | Porto da Pedra      | Nêgo (Porto da Pedra)        | Unidos de Bangu     | Porto da Pedra        | Mauro Quintaes (Porto)             | -                 | Porto da Pedra                            | Porto da Pedra                            |
| Prêmio SRzd             | Porto da Pedra      | Porto da Pedra | Porto da Pedra      | União da Ilha       | Thiaguinho e Amanda (Ilha)     | Porto da Pedra      | Leozinho (S.Clemente)        | Bangu               | Porto da Pedra        | Mauro Quintaes (Porto)             | -                 | -                                         | -                                         |
| S@mba-Net               | Porto da Pedra      | Lins Imperial  | Unidos de P. Miguel | Vigário Geral       | Vinicius e Jéssica (UPM)       | Porto da Pedra      | Nêgo (Porto da Pedra)        | Unidos de P. Miguel | Porto da Pedra        | -                                  | -                 | Porto da Pedra (Conjunto Plástico-Visual) | Porto da Pedra (Conjunto Plástico-Visual) |
| Troféu Sambario         | Porto da Pedra      | Porto da Pedra | -                   | Unidos da Ponte     | -                              | -                   | Nêgo (Porto da Pedra)        | -                   | -                     | -                                  | -                 | -                                         | -                                         |
| Troféu Tupi             | Porto da Pedra      | Lins Imperial  | São Clemente        | Vigário Geral       | Thiaguinho e Amanda (Ilha)     | Porto da Pedra      | Kleber Simpatia (Ponte)      | -                   | -                     | -                                  | Império da Tijuca | -                                         | -                                         |
| Plumas & Paetês         | -                   | União da Ilha  | -                   | Estácio             | Alex e Raphaela (S.Clemente)   | Porto da Pedra      | Igor Vianna (Ilha)           | -                   | -                     | Edson P. e Wagner G. (UPM)         | União da Ilha     | -                                         | -                                         |
| Troféu Bateria          | -                   | -              | -                   | Vigário Geral       | -                              | -                   | -                            | -                   | -                     | -                                  | -                 | -                                         | -                                         |

## Série Prata
Assim como nos carnavais anteriores, o desfile da Série Prata, organizado pela Superliga Carnavalesca do Brasil, foi dividido em duas noite, sendo que, uma escola venceria a primeira noite e outra escola venceria a segunda noite. Das duas vencedoras, a que conquistasse maior pontuação seria a campeã da Série Prata, enquanto a outra seria a vice-campeã. As duas são promovidas à Série Ouro de 2024, junto com a melhor segunda colocada das duas noites. A Prefeitura do Rio alterou o local de desfile das séries Prata, Bronze e Grupo B da Estrada Intendente Magalhães, em Madureira, para a Avenida Ernani Cardoso, em Campinho. Também foram realizadas melhorias de infraestrutura na pista dos desfiles: as arquibancadas foram ampliada para acomodar cinco mil pessoas (mais que o dobro da capacidade anterior); a pista maior, com 8 metros de largura, permitiu mais integrantes por ala e carros alegóricos maiores; foram montadas cabines duplas para os julgadores, praça de alimentação e camarotes. Aos desfiles foi dado o nome de "Nova Intendente", em referência ao antigo local onde era realizado. Após o carnaval, a Prefeitura do Rio descartou a continuidade dos desfiles no lugar. Tiroteios numa comunidade próxima ao local afastaram desfilantes e expectadores e fizeram a Justiça proibir crianças de desfilarem; além de problemas no trânsito, que geraram queixas de moradores.
Quesitos e julgadores
Foram mantidos os nove quesitos de avaliação dos anos anteriores e a mesma quantidade de julgadores (quatro por quesito). A comissão julgadora foi a mesma nas duas noites.
| Quesitos | Quesitos                     | Julgador 1             | Julgador 2            | Julgador 3                | Julgador 4              |
| -------- | ---------------------------- | ---------------------- | --------------------- | ------------------------- | ----------------------- |
|          | Mestre-Sala e Porta-Bandeira | Plínio Flores          | Larissa Bittencourt   | Simone Gomes              | Mariana Nogueira        |
|          | Comissão de Frente           | Fernando Antônio       | Rosa Rodrigues        | Nilza                     | Simone Marques          |
|          | Fantasias                    | Lúcio Boaventura       | Adrian Silveira Nunes | Elizeu de Miranda Correia | Tina Lucia Araújo Alves |
|          | Alegorias e Adereços         | Carla Maria            | Suelen Lima           | Renato Costa da Silva     | Débora Santos           |
|          | Enredo                       | Isaura Alvarez         | Gláucio Baptista      | Leandro Machado           | Evelyn Lopes            |
|          | Evolução                     | Matheus Vicente        | Ana Lúcia Xavier      | Jaqueline Rodrigues       | Ioná Pontes Batista     |
|          | Harmonia                     | Cristina Reis          | Luciana Azevedo       | Bárbara Passos            | Fernanda Santana        |
|          | Samba-Enredo                 | Vinícius César         | Daniele Batista       | Flávio Xavier             | Caio de Lima            |
|          | Bateria                      | Ricardo César Oliveira | Wallace Santos        | Fernanda Gonçalves        | Paulo Henrique          |

### Primeira noite
A primeira noite de desfiles da Série Prata foi realizada na Avenida Ernani Cardoso, tendo início às 20 horas da sexta-feira, dia 24 de fevereiro de 2023. Ocorreu um atraso em virtude de um tiroteio numa região próxima a pista dos desfiles.
Ordem dos desfiles
A ordem dos desfiles foi definida através de sorteio realizado no dia 26 de julho de 2022 na sede da Superliga.
| 1. Unidos de Lucas 2. União do Parque Acari 3. Unidos de Vila Santa Tereza 4. Raça Rubro-Negra 5. Acadêmicos da Abolição 6. Acadêmicos de Jacarepaguá 7. Acadêmicos do Peixe 8. Acadêmicos da Rocinha 9. Unidos do Jacarezinho 10. Caprichosos de Pilares 11. União de Maricá 12. Leão de Nova Iguaçu 13. Independente da Praça da Bandeira 14. Rosa de Ouro 15. Acadêmicos de Santa Cruz 16. Acadêmicos do Engenho da Rainha |

#### Classificação
A União de Maricá venceu a primeira noite de desfile e, no desempate com o Sereno de Campo Grande (campeã da segunda noite), ficou com o vice-campeonato da Série Prata. A escola da cidade de Maricá realizou um desfile sobre a Região Nordeste do Brasil. Com a vitória, Maricá foi promovida à segunda divisão, chegando ao desfile da Sapucaí pela primeira vez, aos sete anos de existência.
União do Parque Acari foi a segunda colocada com dois décimos de diferença para a campeã. Por ter tido maior pontuação que a Renascer de Jacarepaguá (segunda colocada da segunda noite), Acari também foi promovida à segunda divisão, também chegando ao desfile da Sapucaí pela primeira vez, aos cinco anos de existência. A escola realizou um desfile lúdico sobre um "portal do sonhos", com castelos, feitiços, fadas, duendes, reis e rainhas, bruxas, borboletas e outros seres encantados. Últimas colocadas, Acadêmicos do Peixe, Rosa de Ouro e Raça Rubro-Negra foram rebaixadas para a quarta divisão.
| Legenda: Promovidas à segunda divisão Rebaixada para a quarta divisão |

| Col. | Escola                            | Enredo | Carnavalesco(a)                              | Pontos | Desempate           |
| ---- | --------------------------------- | --- | -------------------------------------------- | ------ | ------------------- |
| 1    | União de Maricá                   | Eu Sigo Nordestino                                                                                         | Renato Figueiredo                            | 269,9  | -                   |
| 2    | União do Parque Acari             | Uma Doce Ilusão no Mundo da Imaginação                                                                     | André Tabuquine                              | 269,7  | -                   |
| 3    | Acadêmicos da Rocinha             | As Borboletas Encantadas da Bela Oyá                                                                       | Marcus Paulo                                 | 269,5  | Evolução (29,8 pts) |
| 4    | Leão de Nova Iguaçu               | Orlando Orfei - O Circo que Vive em Mim                                                                    | Cahê Rodrigues e Lucas Pinto                 | 269,5  | Evolução (29,7 pts) |
| 5    | Acadêmicos de Santa Cruz          | Santa É Minha Cruz. É Luz da Preservação. Meu Canto É Flecha Certeira, para Findar o Pranto da Devastação  | Cid Carvalho                                 | 269,5  | Bateria (29,9 pts)  |
| 6    | Acadêmicos do Engenho da Rainha   | O Bem, Amado Jorge!                                                                                        | Pauline Abreu e Alexandre Gonçalves          | 269,4  | -                   |
| 7    | Unidos de Lucas                   | É Ela... A Maravilhosa Rainha do Samba                                                                     | Fran Sérgio                                  | 269,3  | -                   |
| 8    | Unidos do Jacarezinho             | Alô Alô! Algodão Doce pra Vocês! (Reedição do próprio enredo de 2002)                                      | Flavio Lins                                  | 269,2  | -                   |
| 9    | Unidos da Vila Santa Tereza       | Santa Tereza, Rogai por Nós!                                                                               | Caaio Araujo                                 | 269,1  | -                   |
| 10   | Caprichosos de Pilares            | Gosto que Me Enrosco, Caprichosamente Vamos Reviver... (Reedição do enredo de 1995 da Portela)             | Leo Jesus                                    | 268,8  | -                   |
| 11   | Independente da Praça da Bandeira | Pindorama, da Utopia das Visões do Paraíso ao Progresso da Terra Brasilis                                  | Ricardo Paulino e Walter Guilherme           | 268,7  | -                   |
| 12   | Acadêmicos da Abolição            | Bato Tambor, Logo Existo! Luiz Antonio Simas - A Essência e Resistência da Rua                             | Vladimir Oliveira, Raquel Faria e Léo Torres | 268,5  | -                   |
| 13   | Acadêmicos de Jacarepaguá         | De Maria a Marias                                                                                          | George Giordano                              | 268,4  | -                   |
| 14   | Acadêmicos do Peixe               | Preto de Berço, Espoliação Branca                                                                          | Yuri Martins                                 | 267,7  | -                   |
| 15   | Rosa de Ouro                      | Inhame - A Raiz do Fundamento que Me Faz Feliz! Sou Pop, Sou Ouro, Sou Costa do Marfim no Carnaval do Rio! | Cátia Calixto, Luis Otávio e Aninha Malandro | 267,4  | -                   |
| 16   | Raça Rubro-Negra                  | Raízes de Uma Raça                                                                                         | Jorge Knnawer e Rafael Victor                | 265,9  | -                   |

### Segunda noite
A segunda noite de desfiles da Série Prata foi realizada na Avenida Ernani Cardoso, tendo início às 19 horas de sábado, dia 25 de fevereiro de 2023. Assim no como primeira noite, um tiroteio nas redondezas assustou quem chegava para desfilar.
Ordem dos desfiles
A ordem dos desfiles foi definida através de sorteio realizado no dia 26 de julho de 2022 na sede da Superliga.
| 1. Flor da Mina do Andaraí 2. Botafogo Samba Clube 3. União do Parque Curicica 4. Renascer de Jacarepaguá 5. Sereno de Campo Grande 6. Arame de Ricardo 7. Mocidade Unida do Santa Marta 8. Império da Uva 9. Acadêmicos do Dendê 10. União Cruzmaltina 11. Acadêmicos da Diversidade 12. Acadêmicos do Cubango 13. Alegria da Zona Sul 14. Independentes de Olaria 15. Arrastão de Cascadura 16. Unidos de São Cristóvão |

#### Classificação
O Sereno de Campo Grande venceu a segunda noite e, no desempate com a União de Maricá (vencedora da primeira noite), conquistou o título de campeã geral da Série Prata de 2023. Com a vitória a escola garantiu seu retorno à segunda divisão, onze anos após seu rebaixamento, no carnaval de 2013. O Sereno realizou um desfile sobre as três princesas turcas que são cultuadas no Tambor de Mina, Mariana, Herondina e Toya Jarina, desde sua terra natal até a Praia dos Lençóis, no Maranhão.
A Renascer foi a segunda colocada com três décimos de diferença para a campeã. A escola homenageou o cantor, compositor e escritos Nei Lopes. Últimas colocadas, Acadêmicos da Diversidade, União do Parque Curicica e Unidos de São Cristóvão foram rebaixadas para a quarta divisão.
| Legenda: Promovida à segunda divisão Rebaixadas para a quarta divisão |

| Col. | Escola                        | Enredo | Carnavalesco(a)                                   | Pontos | Desempate          |
| ---- | ----------------------------- | --- | ------------------------------------------------- | ------ | ------------------ |
| 1    | Sereno de Campo Grande        | As Três Princesas Turcas no Reino de Pindorama                                                                         | Thiago Avis                                       | 269,9  | -                  |
| 2    | Renascer de Jacarepaguá       | O Afro-Brasil Reluzente de Nei Lopes                                                                                   | Plinio Santtos                                    | 269,6  | -                  |
| 3    | Mocidade Unida do Santa Marta | Cangaceiras - Mulé di Resistência e Coragem, nem o Cangaço Assustou, Quando o Sertão Virou Mar o Morro da Santa Sambou | Carila Matzenbacher                               | 269,1  | -                  |
| 4    | Botafogo Samba Clube          | Pelos Trilhos da História: Engenho de Dentro de Lutas, Batuques e Glórias                                              | Marcelo Adnet e Thiago Borges                     | 269    | Bateria (30 pts)   |
| 5    | Independentes de Olaria       | Merìndílógún - A Fala dos Ancestrais                                                                                   | Alex Carvalho e Caio Cidrini                      | 269    | Bateria (29,9 pts) |
| 6    | Acadêmicos do Dendê           | Cárcere Sagrado | Renato Vieitas                                    | 268,9  | -                  |
| 7    | Império da Uva                | Laroyê, Rainha das Marias                                                                                              | Clebio de Freitas                                 | 268,7  | -                  |
| 8    | União Cruzmaltina             | Rodeia, Rodeia... Rodeia Meu Pai Santana, Rodeia!                                                                      | Rodrigo Almeida                                   | 268,3  | -                  |
| 9    | Flor da Mina do Andaraí       | Obá Xirê | Clovis Costha e Yuri Nascimento                   | 268,2  | Bateria (29,8 pts) |
| 10   | Alegria da Zona Sul           | Dorival Caymmi, o Mar e o Tempo nas Areias de Copacabana (Reedição do próprio enredo de 2004)                          | Marco Antônio Falleiros                           | 268,2  | Bateria (29,9 pts) |
| 11   | Arame de Ricardo              | Da Baixada para o Brasil, André Ceciliano! Nas Estações do Progresso pela União de Um Povo                             | Guto Carrilho                                     | 267,9  | -                  |
| 12   | Arrastão de Cascadura         | Sou Caipira, Peregrino, Pirapora                                                                                       | Sandro Gomes                                      | 267,5  | -                  |
| 13   | Acadêmicos do Cubango         | Fruto da África no Brasil de Fé: Candomblé (Reedição do próprio enredo de 2005)                                        | Jorge Caribé                                      | 266,1  | Bateria (30 pts)   |
| 14   | Acadêmicos da Diversidade     | Umbanda - Diversidade é Paz, Amor e Caridade!                                                                          | Carlos Eduardo, Clark Mangabeira e Victor Marques | 266,1  | Bateria (29,8 pts) |
| 15   | União do Parque Curicica      | Pedro Scooby - Amante desse Mar de Gente da Curicica!                                                                  | Rodrigo Meiners                                   | 265,9  | -                  |
| 16   | Unidos de São Cristóvão       | Águas de Oxalá | Lane Santana                                      | 258,4  | -                  |

## Grupo B
O desfile do Grupo B, organizado pela Liga Independente Verdadeira Raízes das Escolas de Samba (LIVRES) foi realizado no domingo, dia 26 de fevereiro de 2023, na Avenida Ernani Cardoso. O desfile da LIVRES ocorreu de forma independente ao da Série Prata, organizada pela Superliga. Os dois desfiles representam a terceira divisão do carnaval, mas a Superliga não reconhece o campeonato da LIVRES e a LIVRES não conseguiu, na Justiça, promover os vencedores de seu concurso para a segunda divisão.

#### Ordem dos desfiles
A ordem dos desfiles foi definida através de sorteio realizado no dia 7 de setembro de 2023 na quadra da Vizinha Faladeira.
| 1. União de Vaz Lobo (não desfilou) 2. Siri de Ramos 3. Mensageiros da Paz 4. Acadêmicos da Pedra Branca 5. Vizinha Faladeira 6. Academia Niterói de Samba 7. Urubu Samba (não desfilou) 8. Novo Império 9. Garras do Tigre 10. Tradição |

Quesitos e julgadores
Foram mantidos os nove quesitos de avaliação dos anos anteriores e a mesma quantidade de julgadores (três por quesito).
| Quesitos | Quesitos                     | Julgador 1                | Julgador 2                | Julgador 3                            |
| -------- | ---------------------------- | ------------------------- | ------------------------- | ------------------------------------- |
|          | Mestre-Sala e Porta-Bandeira | Márcia Frey Girão         | Rubem Cortez Gaibira      | Arthur Barcelos Leal                  |
|          | Comissão de Frente           | Angélica de Sene          | Douglas Luiz Schinaider   | Roberto Lima                          |
|          | Fantasias                    | Fábio Ricardo             | Maciel Tavares            | Isabel Cristina Caldas                |
|          | Alegoria e Adereços          | Levi Cintra               | José Antônio Rodrigues    | Maria Angélica Lessa                  |
|          | Enredo                       | José Maurício Tavares     | Thiago Saldanha Lacerda   | André Camargo de Melo                 |
|          | Evolução                     | Gisele Borges             | Wilson Dias da Costa Neto | Sayonara Pontes                       |
|          | Harmonia                     | Jorge Hindriches da Silva | Elmo Evangelista          | Luiz Eduardo Pinto da Rocha Fernandes |
|          | Samba-Enredo                 | Eduardo Maciel            | Sandro Carvalho Santos    | Lilia Gutman                          |
|          | Bateria                      | André Bonatte             | Nelson Nunes Pestana      | Edimar Ubajara da Silva               |

### Classificação
A Vizinha Faladeira foi campeã da Série B com um desfile sobre a Pequena África, região do Rio de Janeiro compreendida pela Zona Portuária, Gamboa e Saúde, onde se encontram remanescentes de quilombos da Pedra do Sal, Santo Cristo, e outros locais habitados por escravizados alforriados; lugar onde também está sediada a escola. A Tradição foi vice-campeã com quatro décimos de diferença para a Vizinha com um desfile em homenagem a Nésio Nascimento, um dos fundadores da escola, morto em janeiro de 2022. União de Vaz Lobo e a Urubu Samba desistiram de desfilar devido a um tiroteio no Morro do Fubá, perto do local do desfile, momentos antes de começar o evento.
| Legenda: Campeã * Sem informação disponível |

| Col.                                           | Escola                     | Enredo                                                                             | Carnavalesco(a)               | Pontos |
| ---------------------------------------------- | -------------------------- | ---------------------------------------------------------------------------------- | ----------------------------- | ------ |
| 1                                              | Vizinha Faladeira          | Um Passeio na Pequena África - A Herança do Meu Rio de Janeiro                     | Jean Rodrigues                | 269,5  |
| 2                                              | Tradição                   | Filho da Águia, Pai do Condor. Nésio Nascimento, o Eterno Gato Mestre da Passarela | Leandro Valente               | 269,1  |
| 3                                              | Novo Império               | Cais do Valongo - De Mar a Mar, Batalhas e Glórias                                 | Caaio Araújo e Elvis Luiz     | 268,8  |
| 4                                              | Acadêmicos da Pedra Branca | Aldeia Maracanã: a Universidade Indígena que Existe e Resiste                      | *                             | 267,1  |
| 5                                              | Siri de Ramos              | Personalidade Mulher                                                               | *                             | 266,6  |
| 6                                              | Mensageiros da Paz         | Aguapé Ymirim - Contos e Resistência de Um Povo                                    | Felippe Fabrine               | 263,2  |
| 7                                              | Garras do Tigre            | Belém do Pará - Um Show de Brasilidade                                             | Diogo Inácio e Leandro Inácio | 262,7  |
| 8                                              | Academia Niterói de Samba  | A Alegria que Renasce das Cinzas                                                   | *                             | 231,9  |
| União de Vaz Lobo e Urubu Samba não desfilaram |                            |                                                                                    |                               |        |

## Série Bronze
A partir de 2023, o desfile da Série Bronze, organizado pela Superliga, passou a adotar o modelo utilizado na Série Prata, com duas noites de desfile, e uma escola campeã em cada noite. Além das campeãs, as vice-campeãs e a melhor terceira colocada das duas noites seriam promovidas para a terceira divisão. As duas últimas colocadas, de cada noite, seriam rebaixadas para o grupo de avaliação. A LIVRES deixou de organizar um desfile paralelo ao da Superliga, como ocorreu no ano anterior.
Quesitos e julgadores
Foram mantidos os nove quesitos de avaliação dos anos anteriores e a mesma quantidade de julgadores (quatro por quesito). A comissão julgadora foi a mesma nas duas noites.
| Quesitos | Quesitos                     | Julgador 1             | Julgador 2            | Julgador 3                | Julgador 4              |
| -------- | ---------------------------- | ---------------------- | --------------------- | ------------------------- | ----------------------- |
|          | Mestre-Sala e Porta-Bandeira | Plínio Flores          | Larissa Bittencourt   | Simone Gomes              | Mariana Nogueira        |
|          | Comissão de Frente           | Fernando Antônio       | Rosa Rodrigues        | Nilza                     | Simone Marques          |
|          | Fantasias                    | Lúcio Boaventura       | Adrian Silveira Nunes | Elizeu de Miranda Correia | Tina Lucia Araújo Alves |
|          | Alegorias e Adereços         | Carla Maria            | Suelen Lima           | Renato Costa da Silva     | Débora Santos           |
|          | Enredo                       | Isaura Alvarez         | Gláucio Baptista      | Leandro Machado           | Evelyn Lopes            |
|          | Evolução                     | Matheus Vicente        | Ana Lúcia Xavier      | Jaqueline Rodrigues       | Ioná Pontes Batista     |
|          | Harmonia                     | Cristina Reis          | Luciana Azevedo       | Bárbara Passos            | Fernanda Santana        |
|          | Samba-Enredo                 | Vinícius César         | Daniele Batista       | Flávio Xavier             | Caio de Lima            |
|          | Bateria                      | Ricardo César Oliveira | Wallace Santos        | Fernanda Gonçalves        | Paulo Henrique          |

### Primeira noite
A primeira noite de desfiles da Série Prata foi realizada na Avenida Ernani Cardoso, tendo início às 20 horas de segunda-feira, dia 20 de fevereiro de 2023. Cada agremiação teve até quarenta minutos para se apresentar.
Ordem dos desfiles
| 1. Unidos do Cabuçu 2. Guerreiros Tricolores 3. Imperadores Rubro-Negros 4. Tubarão de Mesquita 5. Unidos de Manguinhos 6. Feitiço Carioca 7. Mocidade Unida da Cidade de Deus 8. Unidos da Vila Kennedy 9. Unidos da Barra da Tijuca 10. Gato de Bonsucesso 11. Vicente de Carvalho |

#### Classificação
O Tubarão de Mesquita venceu a primeira noite da Série Bronze, garantindo sua promoção à terceira divisão. A escola realizou um desfile sobre a Baixada Fluminense, região do Rio de Janeiro onde está sediada a agremiação. Por ter somado menos pontos que a campeã da segunda noite (Fla Manguaça), o Tubarão ficou com vice-campeonato da Série Bronze. A Unidos da Barra da Tijuca foi a segunda colocada por apenas um décimo de diferença para a campeã e também foi promovida à Série Prata. Terceiro colocada, o Feitiço Carioca somou mais pontos que a terceira colocada da segunda noite (Unidos da Villa Rica) e também foi promovido à Série Prata. As três escolas foram promovidas à terceira divisão pela primeira vez. Últimas colocadas, Unidos da Vila Kennedy e Unidos de Manguinhos foram rebaixadas para a quinta divisão.
| Legenda: Promovidas à terceira divisão Rebaixadas para a quinta divisão |

| Col. | Escola                           | Enredo | Carnavalesco(a)                 | Pontos | Desempate          |
| ---- | -------------------------------- | --- | ------------------------------- | ------ | ------------------ |
| 1    | Tubarão de Mesquita              | Levanta Baixada! Samba Sua Arte!                                                                            | Comissão de carnaval            | 268,3  | -                  |
| 2    | Unidos da Barra da Tijuca        | Icamiabas                                                                                                   | Plínio Santtos                  | 268,2  | -                  |
| 3    | Feitiço Carioca                  | Xoroquê | Marco Antonio Falleiros         | 267,3  | -                  |
| 4    | Imperadores Rubro-Negros         | Nunes, o Rei das Grandes Decisões                                                                           | Anselmo Brito e Yuri Martins    | 266,9  | -                  |
| 5    | Vicente de Carvalho              | Brasil - Meu País Tropical                                                                                  | Humberto Pinto                  | 266,5  | -                  |
| 6    | Mocidade Unida da Cidade de Deus | Das Lavouras da África Ancestral à Economia Informal do Brasil Imperial - "Trabáiaaa, Trabáiaaa, Negôôô..." | Marcello Portella               | 265,2  | Bateria (29,9 pts) |
| 7    | Unidos do Cabuçu                 | Noca da Portela e Todos os Sambas de Leopoldina à Sapucaí                                                   | Cássio Carvalho e Laerte Gulini | 265,2  | Bateria (29,7 pts) |
| 8    | Gato de Bonsucesso               | Fé - Move a Maré do Meu Destino                                                                             | Marcos Salles                   | 264,8  | -                  |
| 9    | Guerreiros Tricolores            | Herdeiros de Chico Guanabara                                                                                | Não informado                   | 263,9  | -                  |
| 10   | Unidos da Vila Kennedy           | Que Rei Sou Eu? Que Rei É você? Na Terra da Folia, Quem Manda É a Alegria                                   | Josimar Vieira (Mazinho)        | 263,1  | -                  |
| 11   | Unidos de Manguinhos             | Ìràwò Quilombo Manguinhos: Aqui Brilham Nossas Estrelas                                                     | Evandro Sebastian               | 261,4  | -                  |

### Segunda noite
A segunda noite de desfiles da Série Prata foi realizada na Avenida Ernani Cardoso, tendo início às 20 horas de terça-feira, dia 21 de fevereiro de 2023. Cada agremiação teve até quarenta minutos para se apresentar.
Ordem dos desfiles
| 1. Concentra Imperial 2. Difícil É o Nome 3. Fla Manguaça 4. Boi da Ilha 5. Unidos do Cabral 6. Acadêmicos do Jardim Bangu 7. Império Ricardense 8. Unidos da Villa Rica 9. Império de Petrópolis (não desfilou) 10. Bangay 11. Chatuba de Mesquita |

#### Classificação
Fla Manguaça foi a campeã da Série Bronze por ter somado maior pontuação entre as 21 escolas do grupo. A escola venceu a segunda noite de apresentações com um enredo sobre São Judas Tadeu, o padroeiro do Clube de Regatas do Flamengo, garantindo sua promoção inédita à terceira divisão do carnaval. Foi o segundo título consecutivo da escola, que no ano anterior venceu o Grupo de Avaliação.
Segunda colocada da segunda noite, a Concentra Imperial também foi promovida pela primeira vez à terceira divisão. Foram rebaixadas a última colocada, Unidos do Cabral, e o Império de Petrópolis, que não desfilou.
| Legenda: Promovidas à terceira divisão Rebaixadas para a quinta divisão |

| Col.                               | Escola                     | Enredo                                                                           | Carnavalesco(a)                         | Pontos | Desempate          |
| ---------------------------------- | -------------------------- | -------------------------------------------------------------------------------- | --------------------------------------- | ------ | ------------------ |
| 1                                  | Fla Manguaça               | Os Orixás Te Recebem em Festa... Rogai Por Nós, São Judas Tadeu                  | Hudson Luiz e Julia Alan                | 269,1  | -                  |
| 2                                  | Concentra Imperial         | Çape-Tyba                                                                        | Galileu Santos                          | 267    | -                  |
| 3                                  | Unidos da Villa Rica       | Ouro Negro                                                                       | Juniel Dias                             | 266,1  | -                  |
| 4                                  | Acadêmicos do Jardim Bangu | Dandara - O Preço da Liberdade                                                   | Luana Rios                              | 266    | -                  |
| 5                                  | Bangay                     | Yabás - Grandes Rainhas Afro-Brasileiras                                         | Sandra Andrea                           | 265,9  | -                  |
| 6                                  | Império Ricardense         | Kianga - O Eterno Pôr do Sol                                                     | Felipe Santos e Fernando Saol           | 265,7  | Bateria (29,8 pts) |
| 7                                  | Chatuba de Mesquita        | Eis o Malandro Dicró pela Lapa Outra Vez...                                      | Matheus Rodrigues                       | 265,7  | Bateria (30 pts)   |
| 8                                  | Difícil É o Nome           | Escrava Anastácia                                                                | Jorge Knnawer e Louis Cavalcanthé       | 265,4  | -                  |
| 9                                  | Boi da Ilha do Governador  | Eu Tenho Um Segredo: O Olhar É a Chave do Meu Mundo                              | Hernane Siqueira e Wanderson dos Santos | 264,8  | -                  |
| 10                                 | Unidos do Cabral           | Doçura, Firmeza e Bravura... 70 Anos de Um Cabral Cheio de Histórias pra Contar! | Leonardo Soares                         | 261,3  | -                  |
| Império de Petrópolis não desfilou |                            |                                                                                  |                                         |        |                    |

## Grupo de Avaliação
O desfile do Grupo de Avaliação foi realizado na Avenida Ernani Cardoso, tendo início às 20 horas do domingo, dia 19 de fevereiro de 2023. Cada agremiação teve até trinta minutos para se apresentar.
Ordem dos desfiles
| 1. Império da Rainha 2. Império de Brás de Pina 3. Renascer de Nova Iguaçu 4. Império de Nova Iguaçu 5. A Majestade do Samba (não desfilou) 6. Guardiões da Capadócia 7. Flor do Jardim Primavera 8. União do Vilar Carioca 9. Mocidade do Porto 10. Acadêmicos do Anil 11. Coroado de Jacarepaguá 12. Camisa 10 (não desfilou) 13. Alegria do Vilar 14. Balanço do Irajá 15. Unidos de Cosmos 16. União de Campo Grande 17. TPM 18. Colibri de Mesquita |

Quesitos e julgadores
Foram mantidos os nove quesitos de avaliação dos anos anteriores e a mesma quantidade de julgadores (dois por quesito).
| Quesitos | Quesitos                     | Julgador 1            | Julgador 2              |
| -------- | ---------------------------- | --------------------- | ----------------------- |
|          | Mestre-Sala e Porta-Bandeira | Larissa Bittencourt   | Mariana Nogueira        |
|          | Comissão de Frente           | Rosa Rodrigues        | Bianca Lopes            |
|          | Fantasias                    | Adrian Silveira Nunes | Tina Lucia Araújo Alves |
|          | Alegorias e Adereços         | Suelen Lúcia          | Débora Santos           |
|          | Enredo                       | Evelyn Lopes          | Gláucio Baptista        |
|          | Evolução                     | Ana Lúcia Xavier      | Ioná Pontes Batista     |
|          | Harmonia                     | Luciana Azevedo       | Fernanda Santana        |
|          | Samba-Enredo                 | Daniele Batista       | Caio de Lima            |
|          | Bateria                      | Wallace Santos        | Paulo Henrique          |

### Classificação
Alegria do Vilar venceu o Grupo de Avaliação com um desfile sobre a África, garantindo sua promoção à Série Bronze. Império de Brás de Pina, TPM, Império de Nova Iguaçu e Unidos de Cosmos também foram promovidas à quarta divisão. Últimas colocadas, Império da Rainha, Flor do Jardim Primavera e Guardiões da Capadócia foram suspensas de desfiles por dois anos. Camisa 10 e A Majestade do Samba não se apresentaram para o desfile e também forma suspensas.
| Legenda: Promovidas à quarta divisão Suspensas de desfilar por dois anos * Sem informação disponível |

| Col.                                            | Escola                   | Enredo | Carnavalesco(a)                      | Pontos | Desempate           |
| ----------------------------------------------- | ------------------------ | --- | ------------------------------------ | ------ | ------------------- |
| 1                                               | Alegria do Vilar         | A História de Um Griô, que pela Suntuosa África Se Encantou                                                     | Júnior Reis                          | 178,3  | -                   |
| 2                                               | Império de Brás de Pina  | Cine Brás de Pina Apresenta: Carlota Joaquina, Uma Chanchada Real no País do Carnaval                           | Marcos Calheiros                     | 177,6  | -                   |
| 3                                               | TPM                      | Oyá Senhora dos Ventos e o Mistério das Águas                                                                   | Andréa Vieira                        | 177,5  | Harmonia (20 pts)   |
| 4                                               | Império de Nova Iguaçu   | Ewe Oró, a Proteção Mística da Jurema                                                                           | Comissão de Carnaval                 | 177,5  | Harmonia (19,5 pts) |
| 5                                               | Unidos de Cosmos         | Aku Odun Tuntun, a Beira-Mar                                                                                    | Raphael Ladeira                      | 176,6  | -                   |
| 6                                               | Coroado de Jacarepaguá   | Na Mira da Flecha                                                                                               | Guto Carrilho                        | 176,5  | -                   |
| 7                                               | Balanço do Irajá         | Irajá - Terra de Sonhos e Encantos, Lugar que Brota Mel                                                         | Alexandre Devecchi e Fabrício Amaral | 176,1  | -                   |
| 8                                               | União de Campo Grande    | Unidos pelo Samba - Geisa Ketti e Onésio Meirelles - Um Amor que Transcende de Um Mangueirense e Uma Portelense | *                                    | 176    | -                   |
| 9                                               | Renascer de Nova Iguaçu  | Amazônia - Do Eldorado Se Faz Carnaval                                                                          | Comissão de Carnaval                 | 175,7  | Bateria (19,9 pts)  |
| 10                                              | União do Vilar Carioca   | Sou Auá Desse Brasil - De Cara Pintada e Pele Embrasada                                                         | Pablo Azevedo                        | 175,7  | Bateria (19,8 pts)  |
| 11                                              | Mocidade do Porto        | África, o Ventre do Mundo                                                                                       | Ricardo Nascimento e Laércio Belém   | 175,5  | Bateria (19,9 pts)  |
| 12                                              | Colibri de Mesquita      | As Tias do Samba nas Asas do Colibri                                                                            | Sílvio Cesar                         | 175,5  | Bateria (19,8 pts)  |
| 13                                              | Acadêmicos do Anil       | Alexandre Louzada, o Pequeno Príncipe do Carnaval                                                               | Victor Santos                        | 175,1  | -                   |
| 14                                              | Império da Rainha        | Nzinga - A Divina Mulher                                                                                        | Matheus Brito                        | 174,6  | -                   |
| 15                                              | Flor do Jardim Primavera | Viagem ao Meio Mundo - Povos e Lugares que Ocupam a Linha do Equador                                            | Comissão de Carnaval                 | 174    | -                   |
| 16                                              | Guardiões da Capadócia   | Em Briga de Marido e Mulher, a Guardiões da Capadócia, Mete a Colher                                            | *                                    | 152,5  | -                   |
| Camisa 10 e A Majestade do Samba não desfilaram |                          | |                                      |        |                     |

## Escolas mirins
O desfile das escolas mirins foi organizado pela Associação das Escolas de Samba Mirins do Rio de Janeiro (AESM-Rio) e realizado no Sambódromo da Marquês de Sapucaí, a partir das 16 horas da terça-feira, dia 21 de fevereiro de 2023. As escolas mirins não são julgadas.
| Ordem dos desfiles | Escola                                 | Enredo |
| ------------------ | -------------------------------------- | --- |
| 1                  | Miúda da Cabuçu                        | Therezinha Montes, Sua Alma Cabrocha, Desabrocha nas Crianças                                                             |
| 2                  | Tijuquinha do Borel                    | Enfeitando o Pavão |
| 3                  | Ainda Existem Crianças na Vila Kennedy | O Menino e o Horizonte |
| 4                  | Império do Futuro                      | Se Quiser Fazer por Mim, que Faça Agora! Venha Sansakromá                                                                 |
| 5                  | Golfinhos do Rio de Janeiro            | Dom Quixote De La Mancha, o Cavaleiro dos Sonhos Impossíveis (reedição do enredo da União da Ilha do Governador de 2010)  |
| 6                  | Filhos da Águia                        | 100 Anos do Samba Dominando o Mundo                                                                                       |
| 7                  | Corações Unidos do CIEP                | Quem Conta Um Conto Acrescenta Um Ponto, o Ciep Acrescentará Saberes à Nossa Vida                                         |
| 8                  | Herdeiros da Vila                      | Herdeiros que Tem na Força de Seus Ancestrais Alegria, Samba e Amor Parabeniza o Bairro de Vila Isabel no Rufar do Tambor |
| 9                  | Infantes do Lins                       | Infantes do Lins Canta e se Encanta com os 60 Anos da Lins Imperial                                                       |
| 10                 | Mangueira do Amanhã                    | Bora Brincar |
| 11                 | Estrelinha da Mocidade                 | Chama Toda a Criançada! Tem Estrelinha Nova no Céu                                                                        |
| 12                 | Nova Geração do Estácio                | Mestre Ciça, com a Nova Geração não Tem Arroz com Feijão                                                                  |
| 13                 | Petizes da Penha                       | Ao Mestre com Carinho… Odilon Costa                                                                                       |
| 14                 | Inocentes da Caprichosos               | Grand Circus Inocentes |
| 15                 | Aprendizes do Salgueiro                | Salve o Mestre do Salgueiro                                                                                               |
| 16                 | Pimpolhos da Grande Rio                | O Pequeno Príncipe Preto                                                                                                  |

## Blocos de enredo
Os desfiles foram organizados pela Federação dos Blocos Carnavalescos do Estado do Rio de Janeiro (FBCERJ).

### Grupo 1
O desfile do Grupo 1 dos blocos de enredo foi realizado a partir das 20 horas do sábado, dia 18 de fevereiro de 2023, na Avenida República do Chile, no Centro do Rio de Janeiro. Cada bloco teve até 45 minutos para se apresentar.
| Ordem dos desfiles |
| 1. Vai Barrar? Nunca! 2. Unidos do Alto da Boa Vista 3. Cometas do Bispo 4. União da Ponte 5. Mocidade Unida da Mineira 6. Acadêmicos do Vidigal 7. Novo Horizonte 8. Bloco do Barriga 9. Império do Gramacho 10. Bloco do China |

Quesitos e julgadores
Foram mantidos os oito quesitos de avaliação dos anos anteriores e a mesma quantidade de julgadores (dois por quesito).
| Quesitos | Quesitos                                      | Julgador 1             | Julgador 2        |
| -------- | --------------------------------------------- | ---------------------- | ----------------- |
|          | Coreografia de Mestre-Sala e Porta-Estandarte | Mauro Lima de Souza    | Gleice Simpatia   |
|          | Estandarte                                    | Rayane Brasil da Silva | Alex Oliveira     |
|          | Enredo                                        | Vanessa Fontana        | Tuninho Professor |
|          | Alegoria                                      | Alexandra Carla        | Arleson Rezende   |
|          | Fantasias                                     | Leandro Melo           | Andreia Moreira   |
|          | Evolução                                      | Marcus Valério         | Monique Matos     |
|          | Samba-Enredo                                  | Eliane Farias          | João Mendes       |
|          | Bateria                                       | Fernando Mota          | Valter Honorato   |

#### Classificação
| Legenda: Campeão Rebaixado para o Grupo 2 * Sem informação disponível |

| Col. | Bloco                       | Enredo                 | Carnavalesco(a) | Pontos | Desempate          |
| ---- | --------------------------- | ---------------------- | --------------- | ------ | ------------------ |
| 1    | Unidos do Alto da Boa Vista | Salve o Senhor da Caça | *               | 162,4  | -                  |
| 2    | Bloco do Barriga            | O Senhor da Luz        | Raphael Ladeira | 161,2  | Bateria (20 pts)   |
| 3    | Vai Barrar? Nunca!          | Vida                   | Jairo Gama      | 161,2  | Bateria (19,7 pts) |
| 4    | Acadêmicos do Vidigal       | *                      | *               | 161    | -                  |
| 5    | União da Ponte              | *                      | *               | 160    | -                  |
| 6    | Império do Gramacho         | *                      | *               | 159,8  | -                  |
| 7    | Mocidade Unida da Mineira   | *                      | *               | 159,5  | Bateria (20 pts)   |
| 8    | Novo Horizonte              | *                      | *               | 159,5  | Bateria (19,6 pts) |
| 9    | Cometas do Bispo            | São Jorges             | *               | 159,1  | -                  |
| 10   | Bloco do China              | *                      | *               | 159    | -                  |

### Grupo 2
O desfile do Grupo 2 dos blocos de enredo foi realizado a partir das 20 horas do sábado, dia 18 de fevereiro de 2023, na Avenida Ernani Cardoso. Cada bloco teve até 45 minutos para se apresentar.
| Ordem dos desfiles |
| 1. Raízes da Tijuca 2. Zimbauê 3. Flor da Primavera 4. Canarinhos das Laranjeiras 5. Independente de Nova América 6. Unidos do Bandeirante 7. Mocidade Unida de Manguariba 8. Renascer de Vaz Lobo 9. Amigos de Tinguá 10. Esperança de Nova Campina |

Quesitos e julgadores
Foram mantidos os oito quesitos de avaliação dos anos anteriores e a mesma quantidade de julgadores (dois por quesito).
| Quesitos | Quesitos                                      | Julgador 1          | Julgador 2              |
| -------- | --------------------------------------------- | ------------------- | ----------------------- |
|          | Coreografia de Mestre-Sala e Porta-Estandarte | Claudio Dominiciana | Adriane Nunes           |
|          | Estandarte                                    | Nádia Narciso       | Jeane Pernambuco        |
|          | Enredo                                        | Nilsa Mendes Costa  | Luiz Coimbra            |
|          | Alegoria                                      | Laerte Bulini       | Andreia Vieira          |
|          | Fantasias                                     | Elaine Albuquerque  | Célia de Franco         |
|          | Evolução                                      | Renato Marques      | Daniele Dias            |
|          | Samba-Enredo                                  | Tito da Silva       | Andreia Ágatha          |
|          | Bateria                                       | Arthur Lima         | Márcio de Souza Cesário |

#### Classificação
Independentes de Nova América foi o campeão, sendo promovido ao Grupo 1. Nenhum bloco foi rebaixado.
| Legenda: Promovido ao Grupo 1 * Sem informação disponível |

| Col. | Bloco                        | Enredo                                                                                                   | Carnavalesco(a)                 | Pontos |
| ---- | ---------------------------- | --- | ------------------------------- | ------ |
| 1    | Independente de Nova América | Se Achegue pra Campina Grande - O Maior São João do Mundo                                                | Clébio de Freitas               | 162,8  |
| 2    | Esperança de Nova Campina    | * | *                               | 161    |
| 3    | Mocidade Unida de Manguariba | Vou Te Contar as Lendas Aqui do Maranhão                                                                 | Ricardo Nascimento              | 159,8  |
| 4    | Unidos do Bandeirante        | Respeitável Público!!! Quanto Delírio e Fascinação. O Circo do Unidos do Bandeirante É a Grande Atração! | *                               | 159,7  |
| 5    | Amigos de Tinguá             | * | *                               | 159,6  |
| 6    | Flor da Primavera            | * | *                               | 159,4  |
| 7    | Renascer de Vaz Lobo         | Um País Festeiro. Orgulho de Ser Brasileiro                                                              | *                               | 159    |
| 8    | Raízes da Tijuca             | * | Selma Marques e William Marques | 158,3  |
| 9    | Zimbauê                      | A Jóia da África É Odara!                                                                                | Sandro Gomes                    | 139,8  |
| 10   | Canarinhos das Laranjeiras   | * | *                               | 121,3  |

## Blocos de rua

### Sambúrbio
| Legenda: Bloco campeão * Sem informação disponível |

| Col. | Bloco                       | Enredo                                        | Diretor de Carnaval | Carnavalesco     | Ref    |
| ---- | --------------------------- | --------------------------------------------- | ------------------- | ---------------- | ------ |
| 1    | Bola Club                   | Salve a Natureza, Salve os Animais            | Claudete Umbelino   | Jéssica Oliveira | [ 88 ] |
| 2    | Alegria de Quintino         | O Bonde do Samba se Abastece na Casa de Jorge | *                   | *                | [ 88 ] |
| 3    | Vem Mamar                   | Quem Nunca Mamou, que Atire a Primeira Pedra  | Adriano Neguinho    | Adriano Neguinho | [ 88 ] |
| 4    | Quem for Corno Me Acompanhe | Não desfilou                                  | Não desfilou        | Não desfilou     | [ 88 ] |
| 4    | Banda dos Emotivos          | Não desfilou                                  | Não desfilou        | Não desfilou     | [ 88 ] |
| 4    | Tô na Merda                 | Não desfilou                                  | Não desfilou        | Não desfilou     | [ 88 ] |
| 4    | Turma da Cachaça            | Não desfilou                                  | Não desfilou        | Não desfilou     | [ 88 ] |

Prêmios Especiais
- Prêmio Garra na Avenida (empolgação): Bola Club
- Agremiação do Povo: Alegria de Quintino
- Agremiação da União (fair-play): Vem Mamar
- Melhor casal de mestre sala e porta-bandeira: Pedro Figueiredo e Fernanda Araújo (Alegria de Quintino)
- Melhor intérprete: Carlão (Alegria de Quintino)
- Melhor samba-enredo: Ruan Victor e Leandro Rocha (Bola Club)
- Melhor bateria: Mestre Grelha (Alegria de Quintino)
- Personalidade: Bruna Ferrer (Bola Club)
- Melhor fantasia: Dayane França dos Santos (Bola Club)
- Melhor Passista: Raíssa (Alegria de Quintino)
- Melhor carnavalesca: Jéssica Oliveira (Bola Club)
- Folião Mirim: Pablo (Bola Club)
- Revelação: Ruan Victor (Bola Club)
- Prêmio Amigo do Carnaval de Rua: Diego Vaz e Gregório da Casa de Jorge